# Halmstad
För andra betydelser, se Halmstad (olika betydelser).
Halmstad är en tätort i Halland, som är centralort i Halmstads kommun och residensstad för Hallands län. Halmstad var 2020 Sveriges 17:e största tätort.
Halmstad är en hamnstad vid Nissans mynning i Laholmsbukten. Den offentliga sektorn utgör en stor andel av sysselsättningen i staden, till exempel Halmstads kommun, garnisonen, högskolan och Hallands sjukhus.

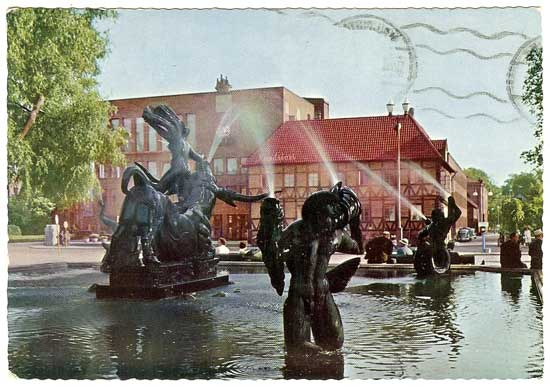
Europa och Tjuren av Carl Milles på Stora Torg.

## Stadskärnan

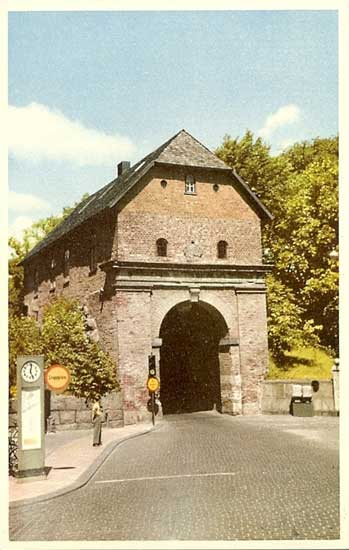
Norre Port, 1952, med Halmstads första trafikljus

Halmstad ligger på båda sidorna om Nissan, och Centrum bevarar en stor del av den karaktär, som staden hade vid början av 1900-talet. Bebyggelsen har låga tegel- och korsvirkeshus, de äldsta från 1600-talet. Den historiska stadskärnan på den västra sidan av Nissan, som har rester av Halmstads stadsbefästning från århundradeskiftet 1500/1600, begränsas av 1600-talsslottet, Norre Port från 1601 och Karl den XI:s väg, vilken löper ovanpå den tidigare vallgraven. Centralpunkt är Stora Torg med Carl Milles fontän Europa och Tjuren från 1926 samt det 1938 uppförda rådhuset. Stadsplanens utformning är från 1620 och av präglat av renässansensrutnätssystem.

## Historik

### Halmstads grundande

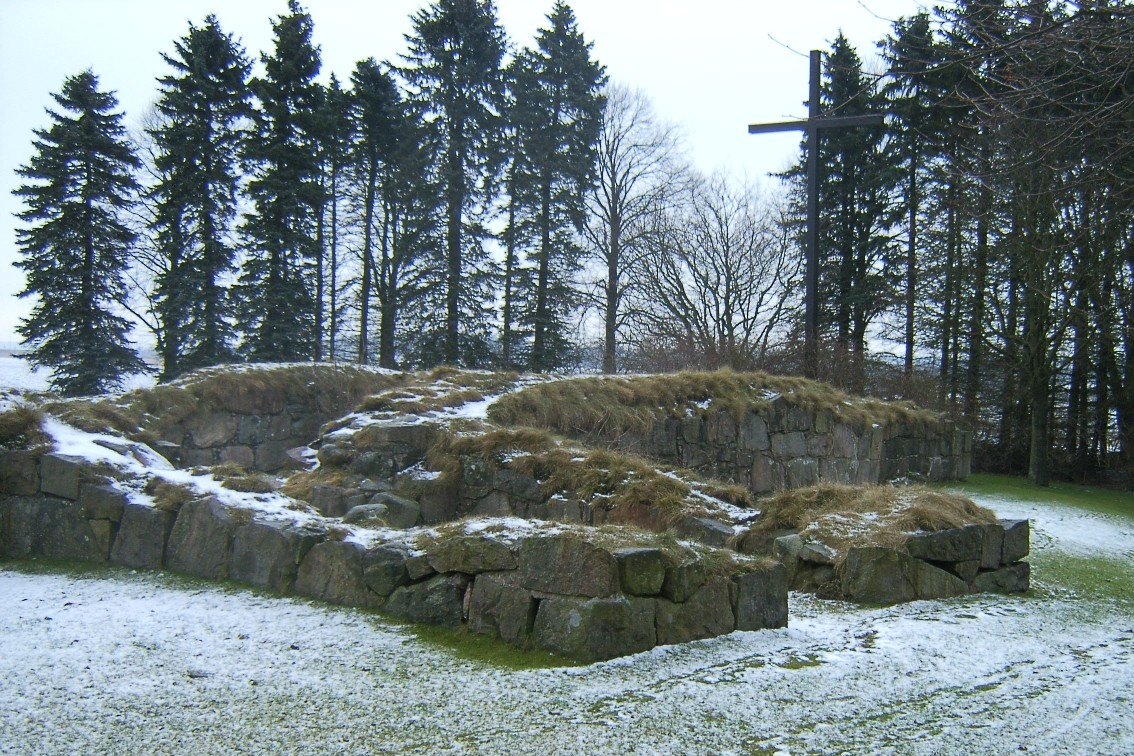
Övraby kyrkoruin, på platsen där Halmstad ursprungligen låg.

Halmstad låg ursprungligen på den plats där Övraby kyrkoruin nu ligger. Från de fynd som gjorts verkar området ha bebyggts under 1000- och 1100-talet. I samband med utgrävningar i Örjans vall-området gjordes fynd av en medeltida borg samt mynt, keramik med mera. Det är därför möjligt att det fanns en tillfällig handelsplats där, medan den bofasta bebyggelsen låg vid Övraby. Det finns även en del praktiska skäl som talar för det, då Övraby ligger ovanför den sista av Nissans forsar och därmed inte var möjlig att nå direkt vattenvägen. Samtidigt var de hygieniska förhållandena bättre där då marken var betydligt torrare, vilket gjorde platsen lämplig som boplats.

### Den danska tiden

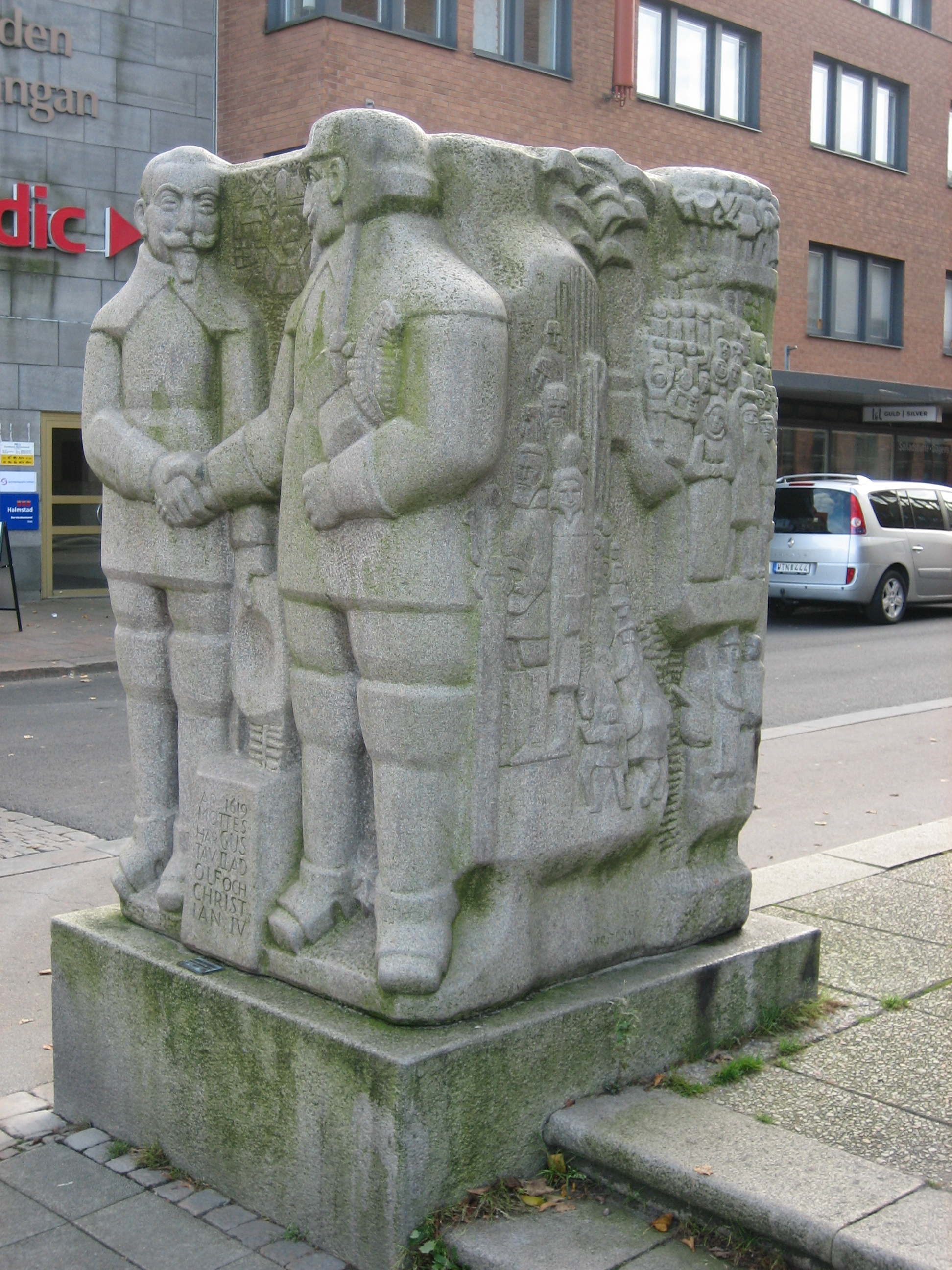
Minnessten: Kungamötet 1619 mellan Kristian IV och Gustav II Adolf.

Namnet Halmstad finns tidigast nämnt i Valdemar Sejrs jordebok från 1231 som Halmstæde, då som beteckning på ett härad och en kungsgård (mansio Halmstath). I dokument om Ettarpsmötet 1257 nämns också provincia Halmstathe, Halmstads härad. Det finns dokument som visar att Halmstad hade dominikanerkonvent Sankta Katarinas kloster 1264. Det äldsta kända privilegiebrevet är från år 1307 och utfärdades av hertig Kristoffer, kung Erik Menveds bror och senare Kristofer II av Danmark. Under 1320-talet flyttades emellertid staden till sin nuvarande plats närmare kusten. Troligen skedde flytten på grund av att det nya läget tillät mer djupgående båtar att nå staden, samtidigt som risken för överfall från havet hade minskat. Enligt Kristofer II:s privilegiebrev blev detta lilla samhälle Brooktorp upphöjt till stad år 1322. För en tid kom den nya nedre staden att heta Broktorp och den övre ursprungliga staden kallades Halmstad. I ett privilegiebrev från hertig Knud Porse 1327 ändrades namnet Brooktorp till Halmstad. Samtidigt fick det övre och gamla Halmstad sitt namn Övraby, den övre staden. Att en flyttning av den övre staden ägde rum bekräftas ytterligare av ett brev från 1344 där påven Clemens VI påpekade att dominikanerna flyttat med utan att han gett sin tillåtelse.
På 1200-talet etablerade sig således Dominikanorden i staden med Sankta Katarinas kloster. Dominikanerbrodern Petrus de Dacia besökte klostret 1270–1271 och skrev där ett av sina brev till Kristina av Stommeln. På 1400-talet byggdes Sankt Nikolai kyrka, vilken idag är stadens enda kvarvarande byggnad från medeltiden. I slutet av 1400-talet etablerade sig även franciskanerorden i staden med konventet Sankta Anna på den plats där Lilla Torg nu ligger. De två konventen lades ned på 1530-talet som en följd av reformationen. En del av det gamla franciskanerkonventet stod kvar in på 1700-talet och användes bland annat som hospital och tyghus.
Under Kalmarunionens dagar hölls flera gånger viktiga förhandlingar i Halmstad och enligt bestämmelser skulle här unionskungen väljas. Engelbrekts trupper plundrade staden under 1430-talet. I samband med Grevefejden belägrades och intogs Halmstad 1534 av svenskarna. Staden kom även att belägras i början av Nordiska sjuårskriget, 1563, utan framgång. Samtidigt brändes Övraby kyrka ner och byggdes aldrig upp igen.
Mellan 1598 och 1605 lät Kristian IV uppföra nya befästningar kring Halmstad under ledning av Hans van Stenwinkel och efter dennes död Willum Cornelissen. Runt staden uppfördes en mur av sten täckt med jord, förutom strandmuren längs Nissan som gjordes i tegel. Samtidigt grävdes vallgravarna ut. Fyra stadsportar fanns i befästningen, en i vardera väderstreck. Längs muren byggdes sex bastioner samt två så kallade katter, uppställningsplatser för långskjutande artilleri. Namnet på den ena, Norre Katt, finns bevarat i Norre Katts park.
Ett möte mellan Kristian IV och Gustav II Adolf hölls 1619 på det nyligen färdigställda Halmstads slott. Senare samma år, den 28 augusti, utbröt en brand som förstörde större delen av staden. Utöver slottet och kyrkan klarade sig endast ett fåtal stenbyggnader. Inför återuppbyggnaden upprättades en ny stadsplan, framtagen av fortifikationsingenjören Abraham de la Haye, vilken präglar centrala Halmstad än idag. Planen innebar bland annat ett regelbundet gatunät och att torget gjordes större. Återuppbyggnaden gav tillfälle att anpassa staden efter de nya befästningarna och vid gatornas dragning togs hänsyn till militära krav på snabba transporter mellan portar och bastioner.

### Försvenskning
Som en följd

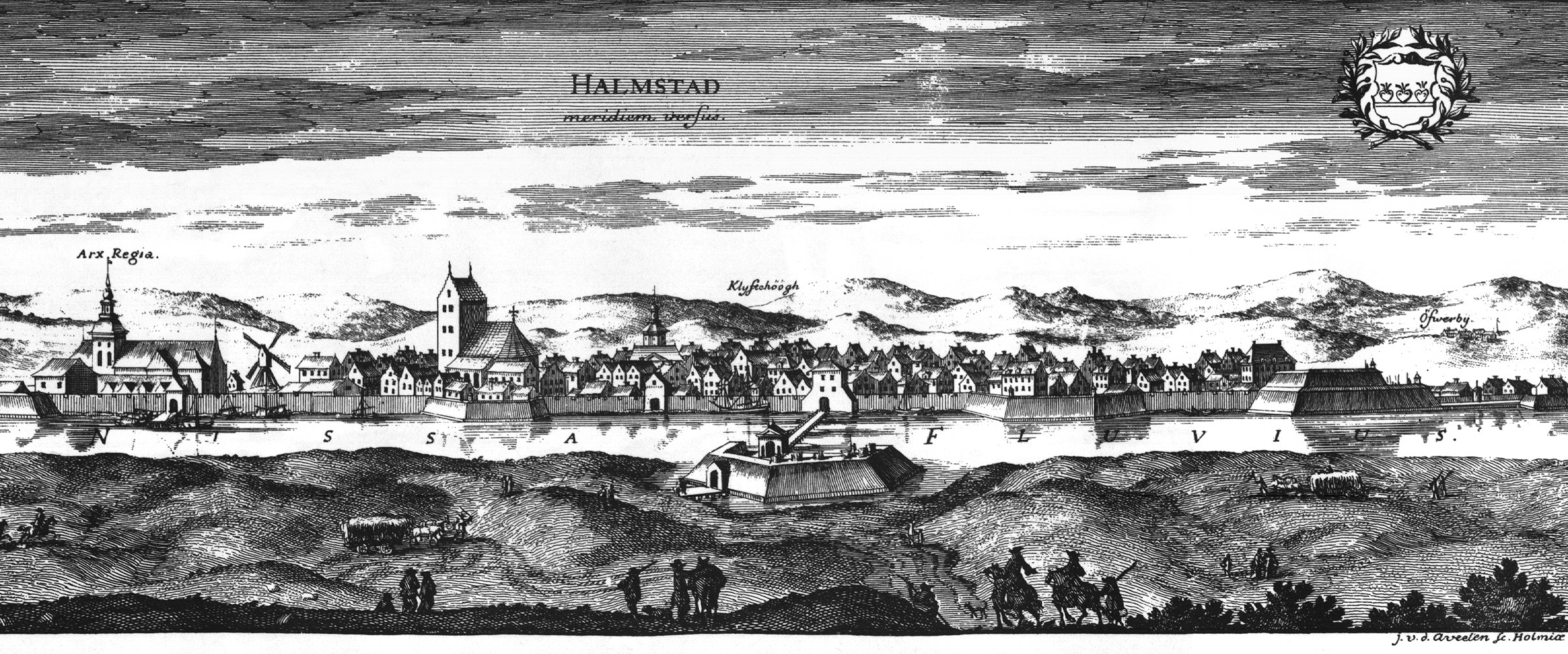
Halmstad omkring år 1700.
Gravyr ur Suecia antiqua et hodierna.

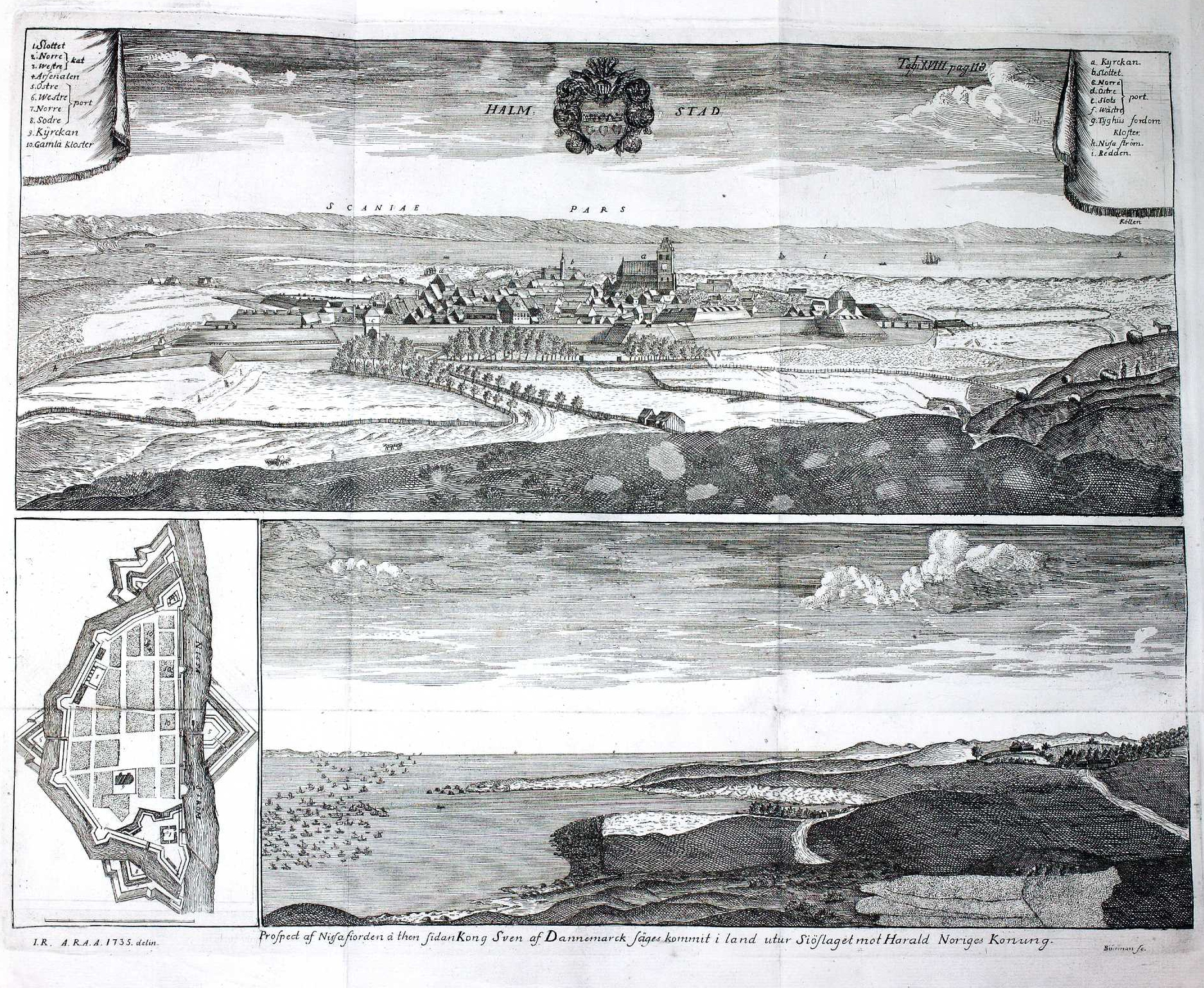
Halmstad 1735. Ur Hallandia antiqua et hodierna (1753).

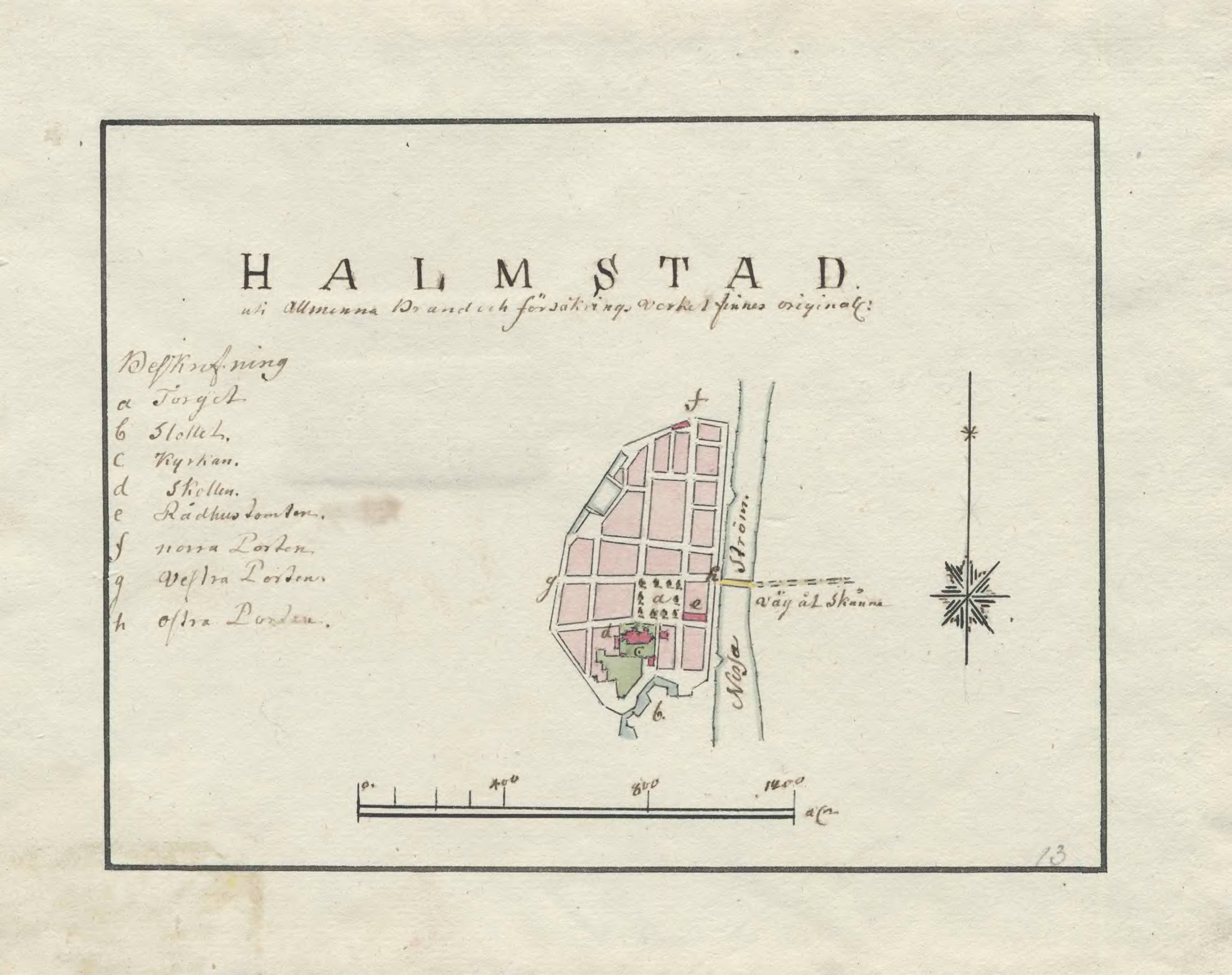
Karta över Halmstad från 1790-talet.

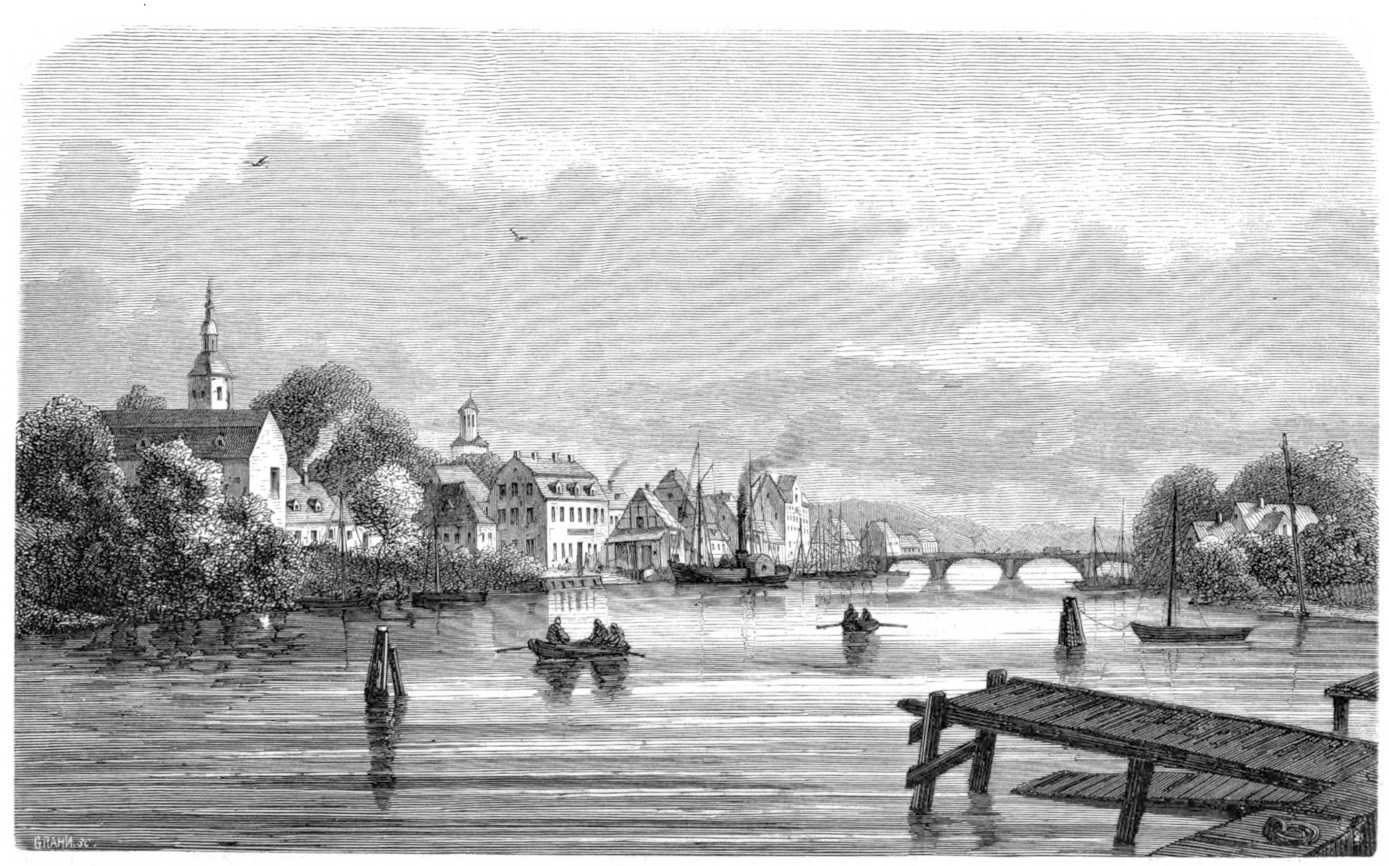
Vy från Nissan.
Xylografi från 1866 ur bildverket Nordiska taflor.

Med freden i Brömsebro 1645 blev Halland svenskt på 30 år. Genom freden i Roskilde 1658 blev Halland d
permanent svenskt. Den 17 augusti 1676, under skånska kriget, stod slaget vid Halmstad (även känt som slaget vid Fyllebro) mellan svenska och danska trupper. Slaget innebar en seger för svenskarna under Karl XI. År 1678 hölls riksdag i Halmstad.
Riksdagen beslutade 1734 att stadens befästningar, som blivit omoderna, skulle rivas. Några rester av befästningarna finns bevarade, bland annat en av de fyra stadsportarna, Norre Port. Under en period användes de gamla befästningsvallarna till tobaksodling.

### Industrialiseringen
Stadens första större industri, Wallbergs färgeri och klädesfabrik anlades 1823. Bryggeriet Appeltofftska (numera Krönleins) grundades 1836 och Östra Bryggeriet 1846. AB Malcus Holmquist, även kallat Malcus, bildades 1902. Nordiskafilt AB startade 1904 och Halmstads Järnverk 1916. Lundgrens gjuteri startade 1917 och Waco 1918.
En stor upprustning av Halmstads hamn genomfördes 1837–1840. Förbättringen fick stor betydelse för stadens kommunikationer, inte minst då landtransporterna var dåligt utvecklade. Hallands ångfartygsbolag bildades i Halmstad 1850 och inledde trafik mellan Göteborg och Köpenhamn, vilket snart utökades med flera förbindelser. Den första järnvägslinjen, Halmstad–Värnamo, öppnades 1877. Med linjen Halmstad–Nässjö kopplades Halmstad 1882 till stambanan, den följdes i snabb takt av Helsingborg–Halmstad 1885, Halmstad–Varberg 1886 och Halmstad–Bolmens Järnväg (HBJ) 1889 vilken i samhället Bolmen anslöt till Vislanda–Bolmens Järnväg (ViBJ).
Halmstad industrialiserades fort vid slutet av 1800-talet. Staden växte från 12 000 till 15 000 invånare under 1890-talet. Varje år flyttade 1 000 personer till Halmstad och 800–900 flyttade bort. Inom vissa samhällsklasser innebar omsättningen att majoriteten byttes ut under decenniet. Av 20-åringarna var mindre än 1/3 av flickorna och 2/5 av pojkarna födda i staden.
Halmstads första fackförening bildades 1885 av skrädderiarbetare och följdes snabbt av flera. Den första Första maj-demonstrationen hölls den 2 maj 1897, då den 1 maj var en arbetsdag.
I början av 1900-talet fick Halmstad återigen fasta militära förband efter att sådana saknats sedan befästningen rivits 1737. Efter riksdagsbeslut 1901 ombildades Västgötadals regemente till Hallands regemente, med placering i Halmstad. 1907 flyttade regementet in i nybyggda kaserner på Galgberget. Idrottsföreningarna IS Halmia och Halmstads BK bildades 1907 respektive 1914. Örjans vall stod färdig 1922. En arbetskonflikt mellan hamnarbetare och arbetsgivare 1931 utvecklades till de så kallade Brädgårdskravallerna.
Slottsbron invigdes 1956.

### Militärstaden
Fram till 2000 fanns i Halmstad infanteriregementet Hallands regemente (I 16) och Hallandsbrigaden (IB 16) vid sidan av luftvärnsregementet Luftvärnsregementet (Lv 6) som tidigare flyttats från Göteborg. Lv 6 är i dag Sveriges enda luftvärnsregemente. På Lv 6 finns ett museum över stadens militära liv och regementets utveckling fram tills i dag. Utöver luftvärnsregementet finns även Militärhögskolan Halmstad, Försvarsmaktens tekniska skola samt Hallandsgruppen, alla enheterna gemensamt benämnda Halmstads garnison.

### Administrativa tillhörigheter
Halmstads stad  ombildades vid kommunreformen 1862 till en stadskommun med mindre delar av bebyggelsen efterhand i Söndrums socken/landskommun och Snöstorps socken/landskommun. Till staden fördes 1928 Nyhems municipalsamhälle från Snöstorps landskommun och blev inom staden stadsdelen Nyhem. Efter utökning 1967 uppgick staden 1971  i Halmstads kommun där Halmstad är centralort.
Halmstad har hört till Halmstads församling som delades i Martin Luthers församling och S:t Nikolai församling och som 2016 återförenades i en nybildad Halmstads församling. Områden i orten hör (har hört) till Söndrums församling, från 2006 Söndrum-Vapnö församling, och Snöstorps församling. Orten ingick till 1971 i domkretsen för Halmstads rådhusrätt. Sedan 1971 ingår den i Halmstads tingsrätts domsaga.

### Befolkningsutveckling
| Befolkningsutvecklingen i Halmstad 1960–2020 | Befolkningsutvecklingen i Halmstad 1960–2020 | Befolkningsutvecklingen i Halmstad 1960–2020 | Befolkningsutvecklingen i Halmstad 1960–2020 | Befolkningsutvecklingen i Halmstad 1960–2020 |
| --- | -------------------------------------------- | -------------------------------------------- | -------------------------------------------- | -------------------------------------------- |
| |                                              |                                              |                                              |                                              |
| År |                                              |                                              | Folkmängd                                    | Areal (ha)                                   |
| 1960 | 1960                                         |                                              | 40 821                                       |                                              |
| 1965 | 1965                                         |                                              | 44 446                                       |                                              |
| 1970 | 1970                                         |                                              | 49 725                                       |                                              |
| 1975 | 1975                                         |                                              | 49 558                                       |                                              |
| 1980 | 1980                                         |                                              | 48 798                                       |                                              |
| 1990 | 1990                                         |                                              | 48 880                                       | 3 134                                        |
| 1995 | 1995                                         |                                              | 51 404                                       | 3 223                                        |
| 2000 | 2000                                         |                                              | 53 487                                       | 3 263                                        |
| 2005 | 2005                                         |                                              | 55 688                                       | 3 301                                        |
| 2010 | 2010                                         |                                              | 58 577                                       | 3 413                                        |
| 2015 | 2015                                         |                                              | 66 124                                       | 3 650                                        |
| 2016 | 2016                                         |                                              | 67 294                                       | 3 650##                                      |
| 2020 | 2020                                         |                                              | 71 422                                       | 3 799                                        |
| Anm.: Sammanvuxen med Snöstorp 1970 samt med Fyllinge och småorten Sandhamn och Görvik 2015. ## Arean 31 december 2016, 2017 och 2018 fortsatt samma som avgränsades som tätort 2015. |                                              |                                              |                                              |                                              |

## Stadsdelar

### Östra förstaden
Huvudartikel: Östra förstaden, Halmstad

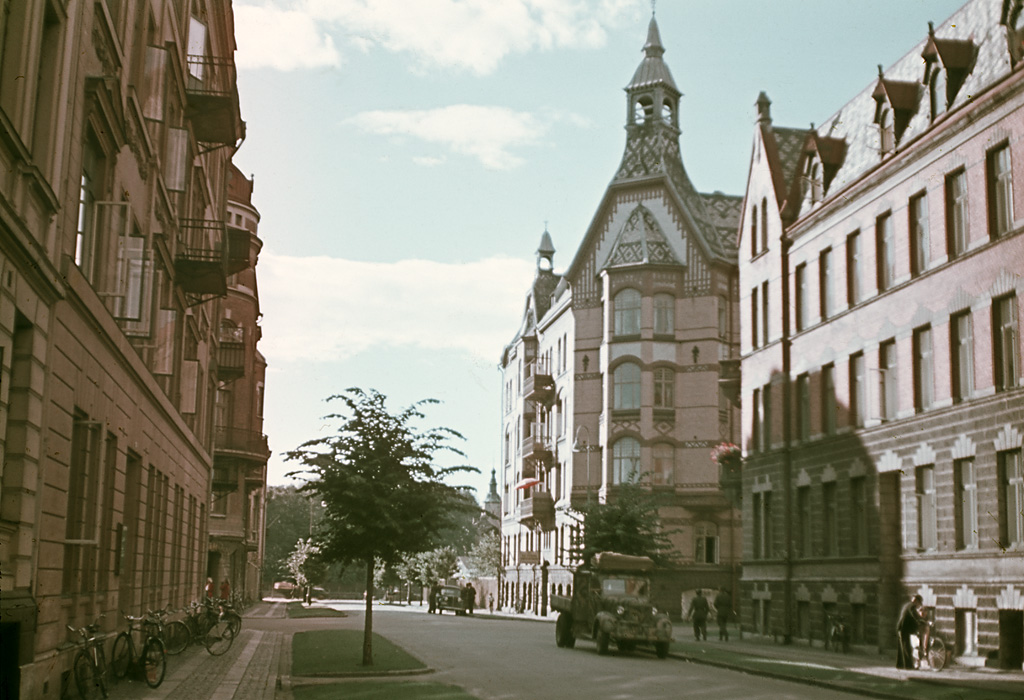
Hörnet Kaptensgatan/Kungsgatan i Östra Förstaden, 1935.

Östra förstaden anlades vid sekelskiftet 1800/1900 öster om Nissan. Byggnaderna är till största delen femvånings stenhus i tegel och puts av hög klass. Flertalet äldre byggnader har bottenvåningar av natursten och jugendfasader med mjukt svängda burspråk och hörntorn. I kvarteren finns många exempel på portaler och fönsteromfattningar, som ägnats särskild omsorg i det dekorativa utförandet.

### Väster
Stadsdelen Väster utgörs till större delen av ett villaområde, som anlades vid början av 1900-talet och är belägen i sluttningen mot Galgberget. Åtskilliga av villorna är stora och påkostade med väl tilltagna trädgårdar och området kom till en början att bebos av de burgnare samhällsklasserna. Hustyperna är rikt varierade med äldre trävillor i nationalromantisk stil blandade med stramare byggnader i sten från 1920-talet och 1930-talets funktionalistiska skapelser. Villastaden var färdigbyggd omkring 1950.

### Norr

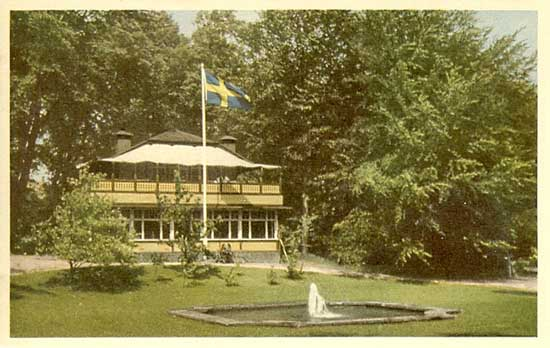
Norre Katts park, 1942.

Norr är den stadsdel på ömse sidor av Norra vägen och vars bebyggelse huvudsakligen utgörs av bostadshus från 1910-1930. Norre katts park anlades i mitten av 1800-talet som nöjesparken Tivoli. Parken har en rik och mångfaldig vegetation med magnolior, rhododendron- och azaleabestånd. Utmed Nissan finns en hängaskallé och i parken en magnifik lindallé. I denna del av staden ligger även det gamla Högre allmänna läroverket i Halmstad från 1906, som fram till 1968 var det enda allmänna gymnasiet i Halmstad. 
Alldeles i närheten av den före detta lärdomsborgen ligger idrottsplatsen Örjans vall och naturområdet Galgberget.

### Östra stranden

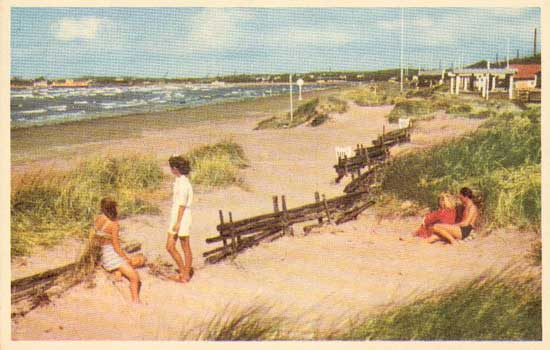
Östra Stranden. Vykort från 1954.

Östra stranden är belägen två kilometer söder om stadens centrum och har en av Sveriges längsta sandstränder. Innanför dynerna finns tusentals sommarstugor och området har sedan början av 1900-talet varit en omtyckt badstrand. Stranden som är sex kilometer lång sträcker sig till Fylleåns mynning. Under 1940- och 1950-talen var stranden ett av Sveriges stora turistmål. Före hamnutbyggnaden på slutet av 1960-talet fanns vid hamnpiren, som då avskärmade stranden från Nissan, ett kallbadhus från 1920-talet.

Här finns även Hagöns Campingplats och Hagöns naturreservat.

### Andersberg

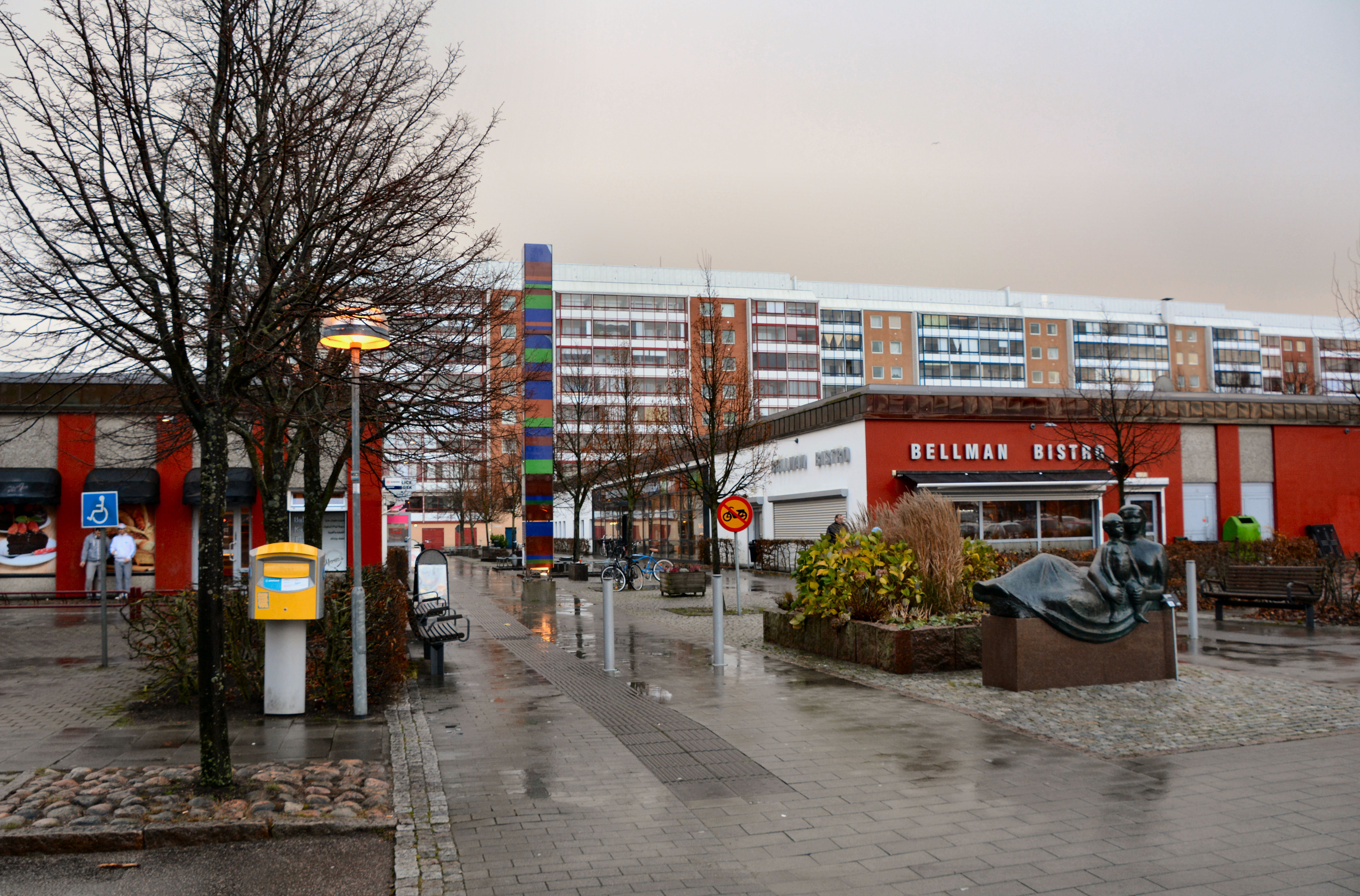
Andersbergs centrum.

Andersberg är en stadsdel i sydöstra delen av staden mellan E6/E20 och Laholmsvägen. Runt hela området löper matargatan Andersbergsringen. Andersberg byggdes i slutet av 1960-talet som en del av miljonprogrammet. HFAB, det allmännyttiga bostadsföretaget i Halmstad, är den största hyresvärden i stadsdelen och bostadsbeståndet består helt av flerbostadshus. De flesta av dessa är tre- eller fyravåningshus men kring Andersbergs centrum ligger ett fåtal niovåningshus. Bostadsbeståndet och Andersbergs centrum har på senare år genomgått genomgripande renoveringar. Ett par hus revs så att bara betongskalet återstod och återuppbyggdes, med två nya våningsplan och fick namnet Terrasshusen. 
På Andersberg finns också Andersbergsskolan, vårdcentral och Andersbergs centrum med Medborgarservice, kiosk, frisersalong, restauranger, bibliotek, samlingslokal och föreningslokaler samt Andersbergskyrkan. Stadsdelens folkmängd var 4187 år 2009, varav 53% var utrikes födda.

### Brogård
Utmed väg 25, öst om Vallås och Snöstorp, ligger Brogård i Fylleåns dalgång. Byggnader med hyreshus, bostadsrätter och villor är uppbyggda mellan år 1990 och 2005.

### Frennarp
Frennarp ligger ett par kilometer nordost om Halmstads centrum. Merparten av boendet är radhus som består av bostadsrätter med egen trädgård och förråd. Därtill kommer flera friliggande villor samt Frennarps Bygata med parvillor. Området är grönt och upplevs av de flesta som en idyll för barnfamiljer och pensionärer. Alldeles intill bostadsområdet finns Frennarps byskola som undervisar lågstadiet. På skolan finns dessutom både fritids och förskola. Bredvid skolan ligger även Frennarps äldreboende, öppnat 2006. I området finns även daghem och livsmedelsaffär. Området innefattar på grund av sina olika boendeformer personer från alla samhällsklasser.

### Fyllinge
Fyllinge, med tillhörande orterna Ankorpsbygget och Syrvinge, ligger i Snöstorps socken strax söder om Halmstad. Fyllinge ligger längs Laholmsvägen (Riksväg 15) några hundra meter söder om Hallarna, Fylleån och Fyllebro och utgör statistiskt en egen tätort med cirka 3 000 invånare .

### Gustavsfält och Linehed

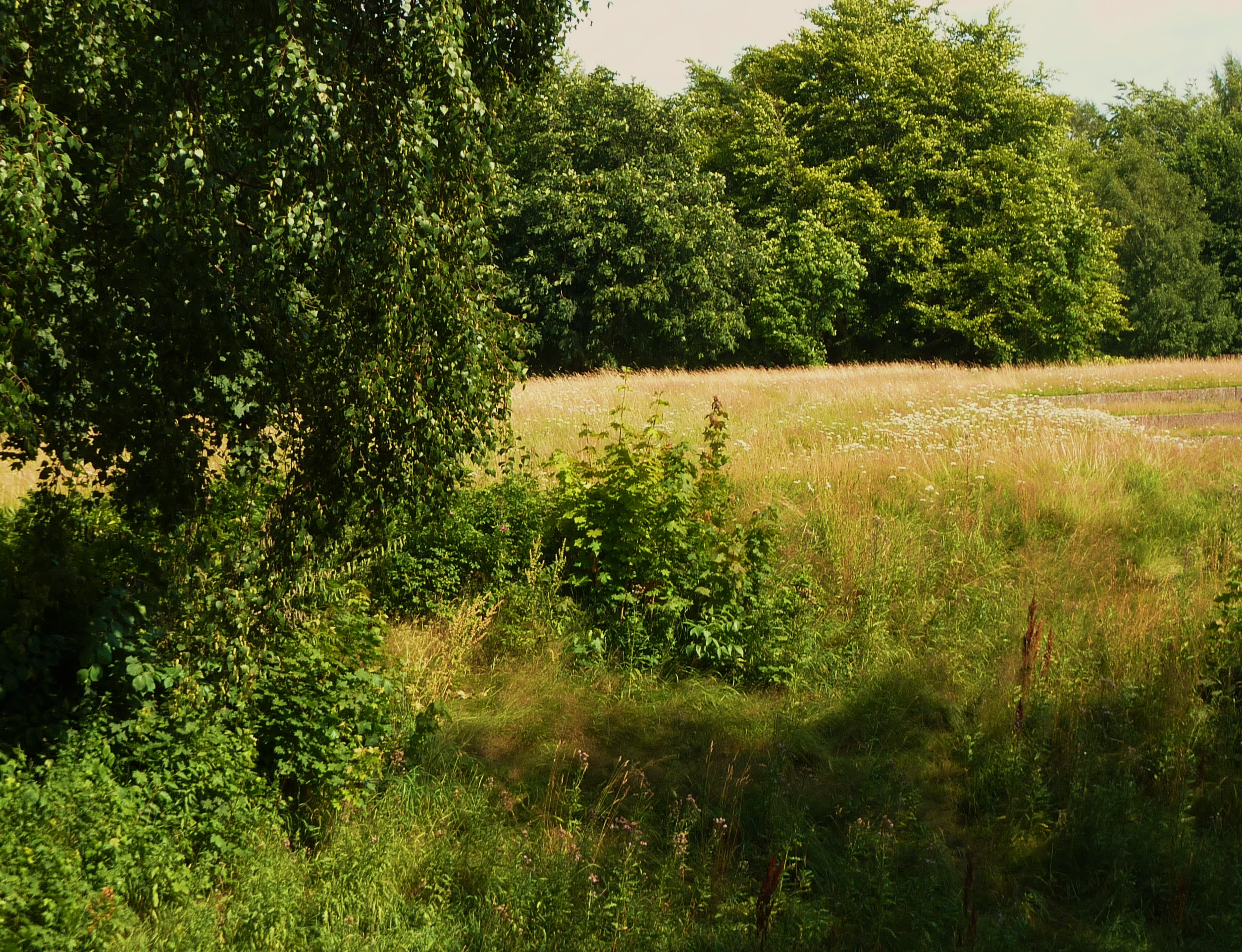
Teaterkullen 2010.

Mellan Klackerup och Andersberg ligger områdena Gustavsfält och Linehed som byggdes under 1960-talet och består av HFAB:s hyresfastigheter och HSB:s bostadsrätter, men även ett större villaområde finns i östra delen av stadsdelen med väg 25 som gräns. Kullen mellan Gustavsfält och Andersberg är stadens gamla soptipp men som idag är en pulkabacke på vintern och strövområde på sommaren. Vid sidan av kullen går en väg som förbinder de båda stadsdelarna. I grönområdet som knyter samman Gustavsfält, Linehed och Andersberg finns en amfiteater. Grönområdet har också flera vandringsleder, lekparker, tennisplaner, en fotbollsplan samt tre rastgårdar för hundar.

### Kärleken
Kärleken är en äldre stadsdel i norra Halmstad. I stadsdelens centrum står en milsten vid det gamla vägskälet mellan Göteborgsvägen och Jönköpingsvägen.
Ursprunget till namnet "Kärleken" är inte känt.  Namnet är först belagt i mantalslängder från 1800 som benämning på tunnbindargesällen Magnus Wallgrens torp. Många historier om namnet finns i omlopp; bland annat hävdas att en adelsman på det närbelägna Sperlingsholms gods hade sin hemliga älskarinna bland invånarna förr i tiden. Eftersom stadsdelen då främst beboddes av fattiga fabriksarbetare var hemlighetsmakeriet förståeligt. En annan berättelse hävdar att namnet kommer av att man utanför kyrkan i en ek hade en hink upphängd där kyrkobesökare kunde lägga allmosor till de fattiga i församlingen. Alltså, "kärl-eken" eller kanske lika gärna "hink-eken". Ytterligare en förklaring är att torpet fått sitt namn av Kärlekslyckan, namnet på en närliggande lycka (inhägnad ängsmark) som kanske fått sitt namn på samma sätt som många Kärleksstigar i orter runt om i Sverige. Kanske var det rent av vägskälet vid milstenen som fungerade som samlingsplats för traktens ungdomar.
Lokala affärsidkare använder stadsdelsnamnet flitigt i namnet på sina affärsrörelser. Man kan till exempel äta sig mätt på Kärlekens pizzeria, handla i Kärlekens livs och lämna tipskupongen i Kärlekens spelbutik. När kommunen byggde en ny idrottshall i stadsdelen kallades den först Kärlekshallen men efter protester ändrades namnet till det mer prosaiska Stenstorpshallen. På 1920-talet fanns en busslinje i Halmstad som gett upphov till många skämt, då den hade sträckningen Kärleken–Lasarettet–Kyrkogården.

### Sofieberg

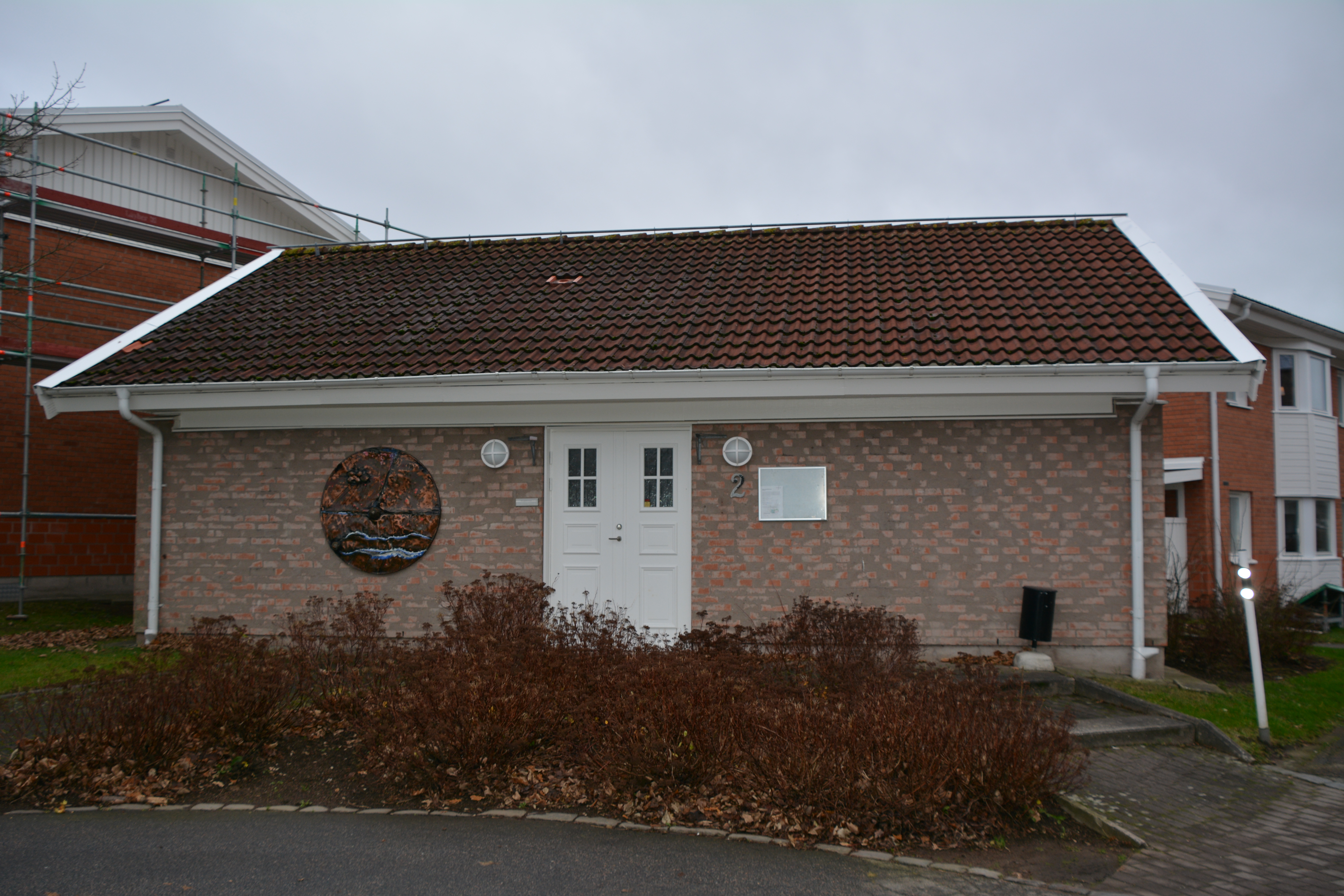
Halmstads Fastighets AB:s byggnad i Sofieberg.

Intill Kärleken byggdes på 1990-talet låghusområdet Sofieberg och senare Norra utmarken.

### Mickedala
Mickedala ligger i början av gamla kustvägen till Falkenberg och vidare till Göteborg. Området ligger i närheten av Galgberget och Länssjukhuset i Halmstad. Här finns Halmstads ridhus och den stora Västra kyrkogården med kapellen St Katarina och St Anna. Stora gator såsom Karlsrovägen och Magnus Stenbocks väg korsar stadsdelen. I området finns i huvudsak friliggande villor, många från 1930-talet.

### Nissastrand

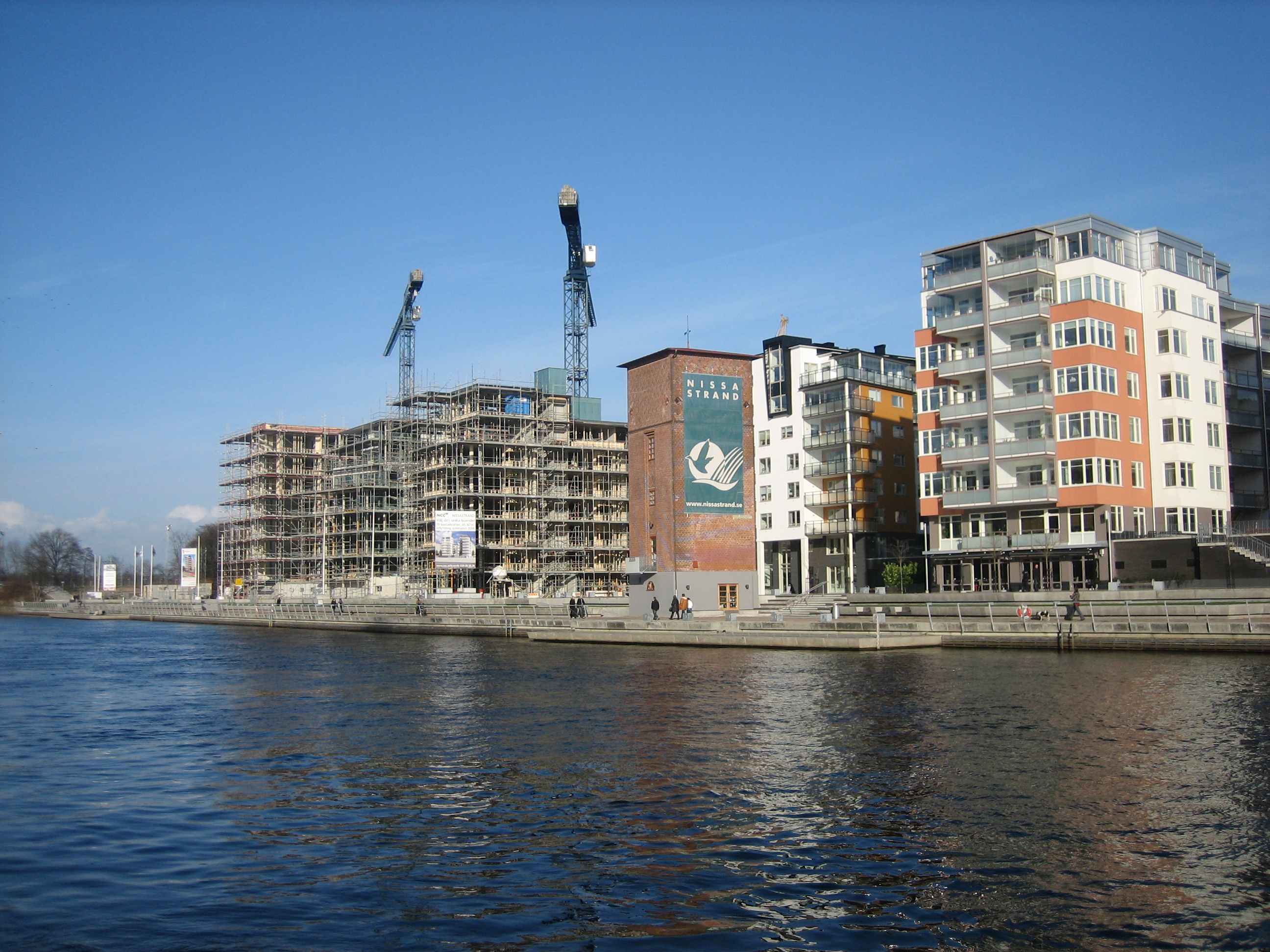
Nissastrand i Halmstad med pumptornet i mitten.

Nissastrand är ett nytt område i Gamletull i Centrum, omedelbart norr om Östra förstaden, som byggs på den tomt som tidigare tillhörde Albany Nordiskafilt AB längs Nissans östra strand. Det omfattar åtta kvarter med cirka 1 500 lägenheter. Sedan tidigare finns det ett bostadskvarter byggt i början av 1990-talet. Lågkonjunktur stoppade då vidare utbyggnad av området, med det tog ny fart strax efter millennieskiftet. Dessutom har man byggt ett kvarter med studentbostäder och ett kvarter med äldrebostäder (servicelägenheter). Även Halmstads stadsbibliotek och tidigare byggnad för Halmstads kulturskola, före detta Östra Bryggeriet AB) finns på området. En strandpromenad har anlagts längs Nissan mellan Gamla järnvägsbron och Kapsylparken. Den nya stadsdelen har förbundits med centrum via en ny gångbro över Nissan.

### Nyhem

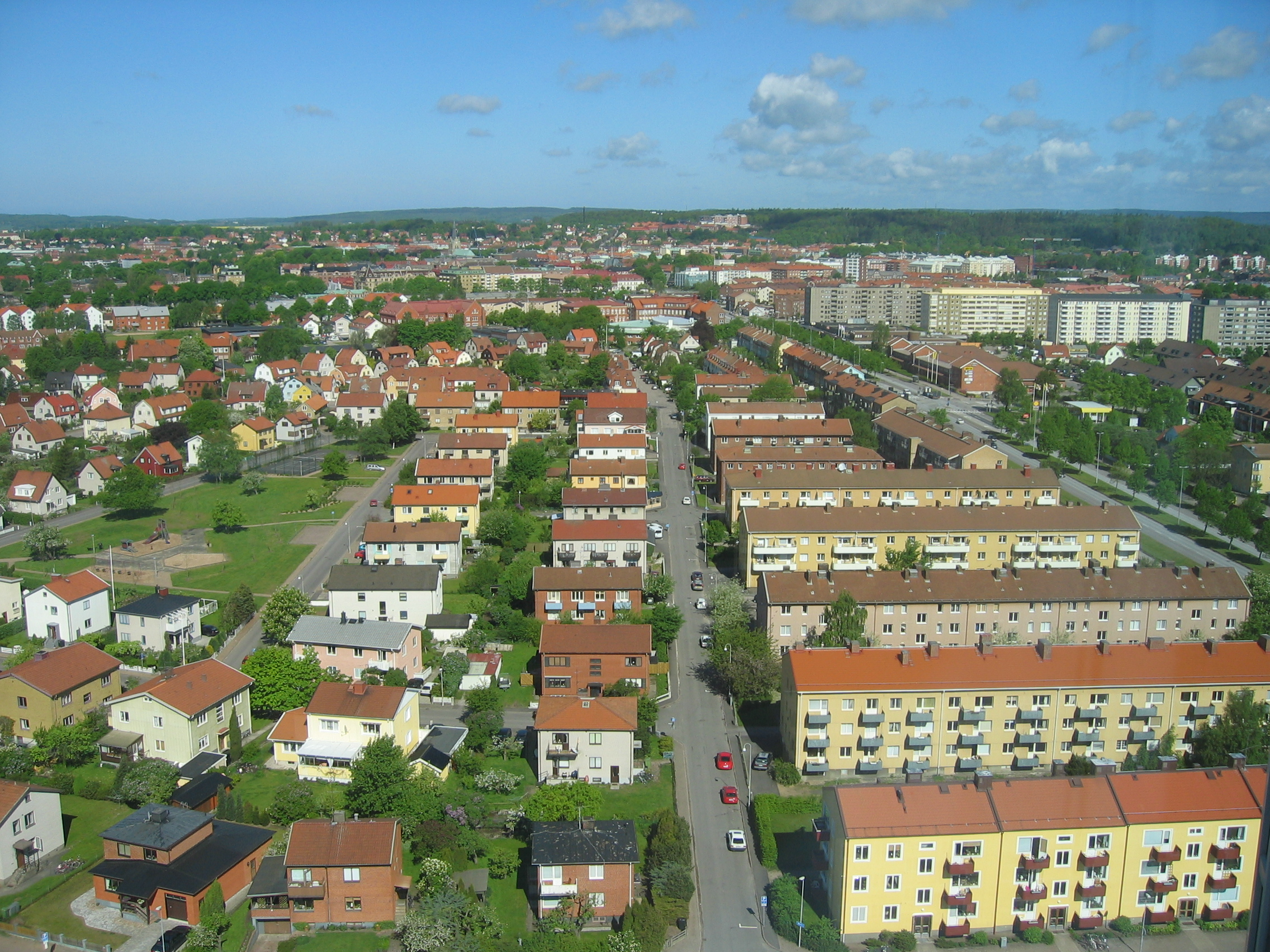
Utsikt ifrån Halmstad Trade Center.

Området Nyhem ligger på stadens östra sida utmed Laholmsvägen och var tidigare Nyhems municipalsamhälle i Snöstorps socken till det efter 20 års kamp, 1928 införlivades med Halmstad. Här hade det under 1900-talets första årtionden byggts nya hus, och befolkningen ökade med över 200 personer mellan 1910 och 1924, medan folkmängden inne i Halmstad nästan stod stilla.[källa behövs] Av den tidiga bebyggelsen är Nyhemsskolan och ett fåtal stenhus från 1930-talet de enda som står kvar, då det på 1960-talet revs för att bygga nytt. Fyra stora höghus med köpcentrum på bottenvåningen ersatte kåkarna på 1960-talet och på 1950-talet färdigställdes Klackerupsområdet med trevånings hyreshus med en park i mitten. I parken finns numera en förskola. Den halvrunda Konsumbutiken på området är nerlagd, men rymmer numera pizzeria. Utmed Klackerupsområdet gick Halmstad-Bolmens Järnväg, som efter nerläggning 1966 blivit en bussgata. Under 1990-talet revs gamla egnahemsvillor i södra delen av Nyhem för att få plats med studentlägenheter till Högskolan i Halmstad. Martin Luthers kyrka ligger också här.
Utmed Växjövägen (väg 25) på tomten som Malcus Industrier hade före flytten till Laholmsvägen byggdes det på 1990-talet nya hyreshus i kvarteret Klotet.

### Rotorp
Rotorp är en stadsdel på Väster. Relativt högt beläget i det annars platta Halmstad har man härifrån utsikt över staden och havet.
I början av 1900-talet började Rotorp få bebyggelse i form av större villor. Det kommunala bostadsbolaget Halmstads Fastighets AB byggde under 1950-talet i egen regi upp bostadsområdet Vårhem som sedan dess dominerar stadsdelen.

### Skedalahed
Området var från början ett militärt övningsfält, Skedala Hed. Numera är det ett villaområde med nyanlagd idrottsplats.

### Snöstorp
Snöstorp var tidigare ett municipalsamhälle, men likt Nyhem införlivades det 1928 med Halmstad. Det som var kvar av Snöstorps församling inkorporerades tillsammans med hela Simlångsdalens kommun till staden 1967. Snöstorps kyrka fick år 2007 pris för Sveriges vackraste kyrka.

### Söder
Huvudartikel: Söder

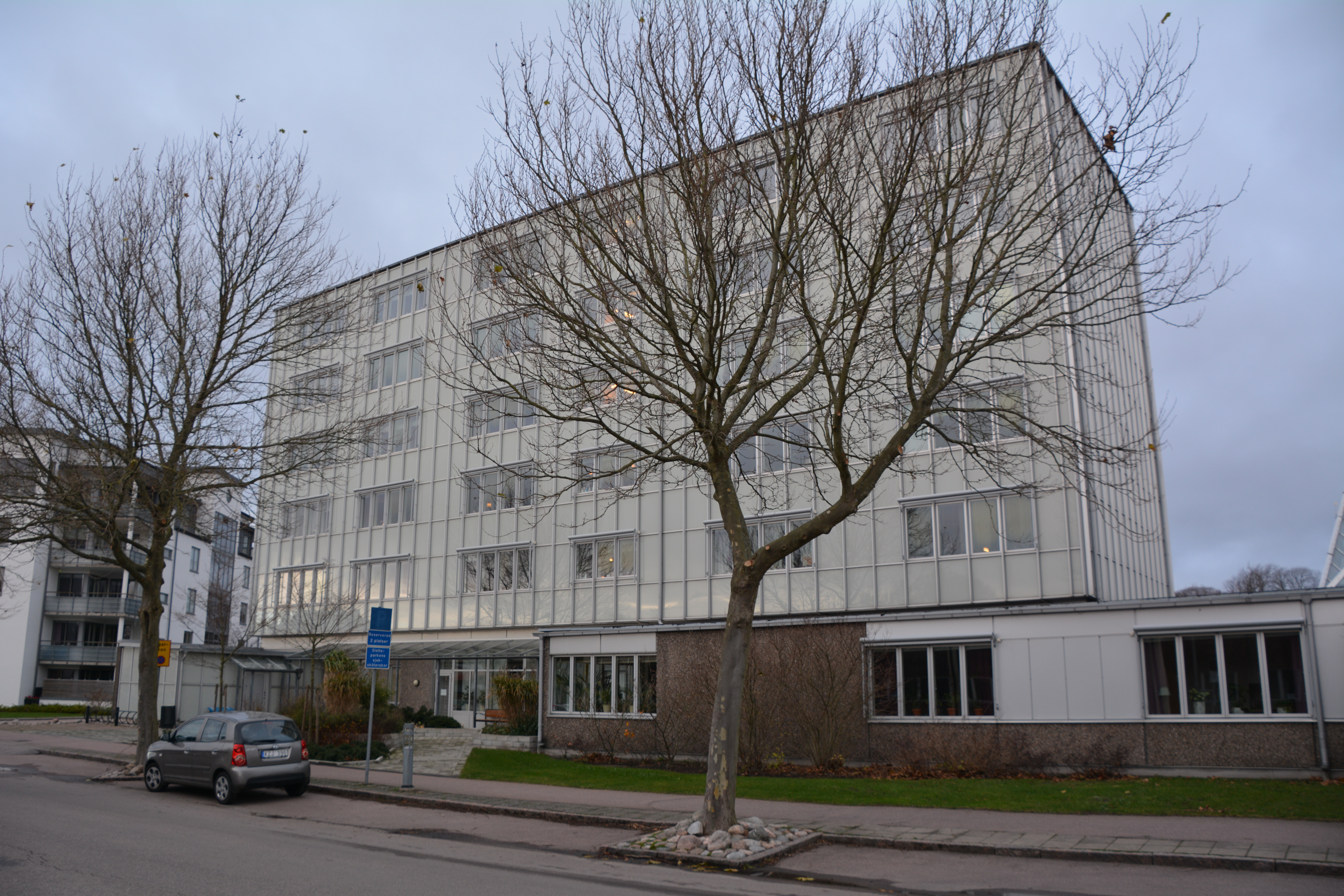
Gamla polishuset på Söder, uppfört 1962, numera Slottsparkens äldreboende, 2015.

Söder är en av Halmstads nyaste stadsdelar, och ligger på västra sidan av Nissan, söder och sydväst om Halmstads slott. Området var tidigare Slottsjorden, en kronolägenhet som ursprungligen låg under landshövdingen i Hallands län. Viss begynnelse utmed Nissan skedde i slutet av 1700-talet och villabebyggelse tillkom i början av 1900-talet. Från 1990-talet, efter hedläggning av olika industriföretag, har området exploaterats med större flerbostadsbebyggelser mot Nissan.

### Söndrum

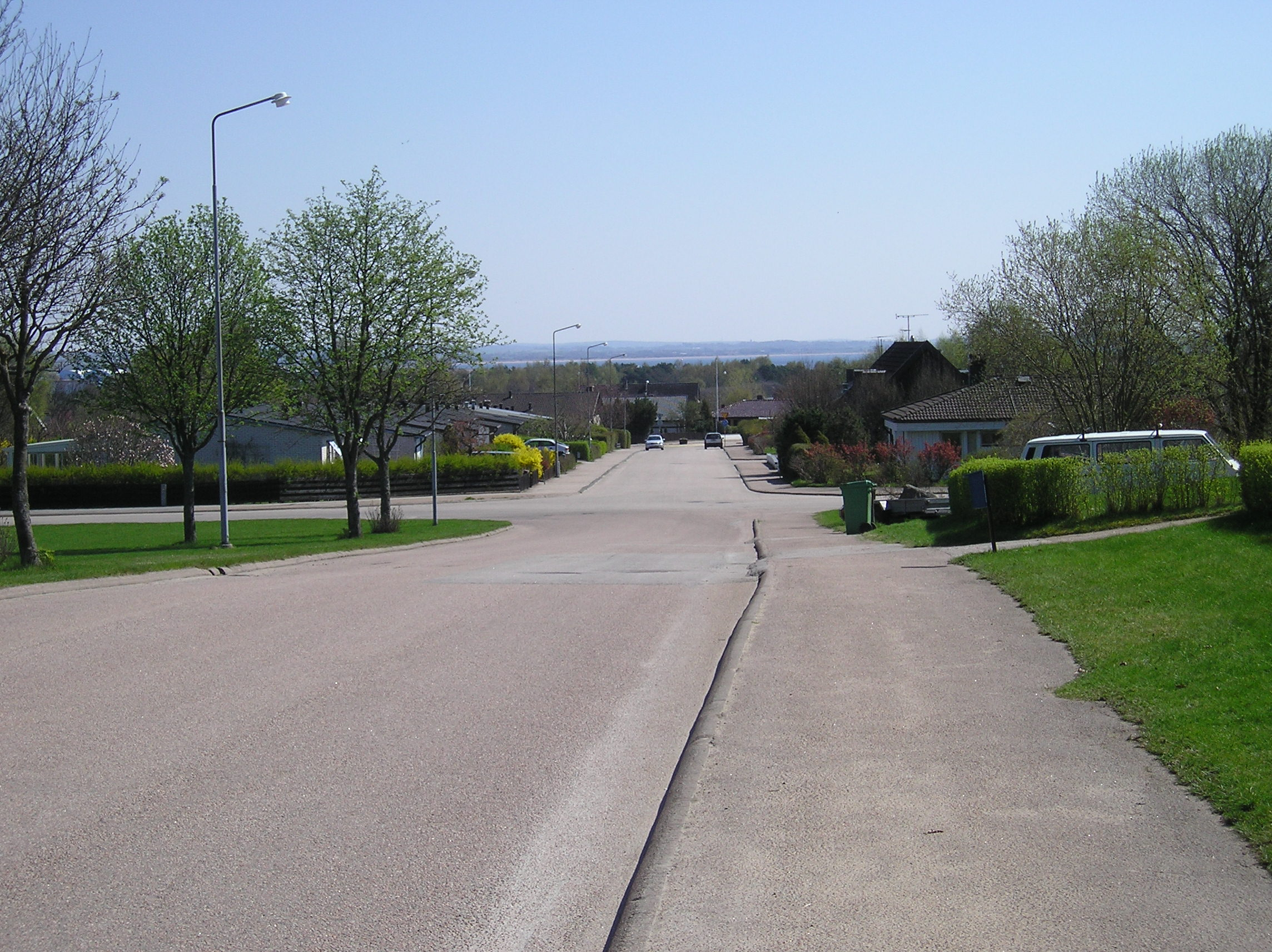
Dalabergsvägen i Söndrum.

Fyra kilometer väster om Halmstads centrum på vägen mot Tylösand ligger Söndrum som tidigare var en socken i Halmstads härad. Under 1900-talets början verkade många av konstnärerna i Halmstadgruppen i Söndrum. Grötviks hamn, det gamla stenbrottet som var beredskapskolmagasin under 1950- och 1960-talet, och Sandhamn är populära utflyktsmål. Pålsbo är en del av Söndrum där Söndrums vattentorn finns. Innan vattentornet byggdes, var området ett hönseri. Utbyggd service med vårdcentral, apotek, skola och daghem. I området finns också livsmedelsbutik, bageri, frisör och restauranger. 
Söndrums bibliotek byggdes 1973 och består av rött tegel och glas. På utsidan finns ett konstverk av Hardy Strid. I Söndrum ligger många bostadsområden så som Bergsgård (villor, radhus och kedjehus), Bäckagård (hyreslägenheter, bostadsrätter, villor, radhus och kedjehus), Trottaberg (villor, radhus och kedjehus) och det helt nybyggda bostadsområdet Albinsro som både består av nybyggda villor, lägenheter och radhus. Bredvid Albinsro ligger ett annat nytt bostadsområde (byggt 2009-2010) kallat Kyrkbyn. Alla villor som ligger i Kyrkbyn har röda tak vilket skiljer Albinsro och Kyrkbyn åt, då husen på Albinsro mest har gråa och svarta tak.

### Vallås
Vallås är beläget öster om centrum. I området bor omkring 5 800 personer. Vallås har ett eget litet centrum med bland annat livsmedelsaffär, frisör, café, kiosk, pizzeria, tandvård, apotek, begravningsbyrå, bibliotek, massagesalong, distriktsvård, vårdcentral, skola och Vallåskyrkan.

### Parker

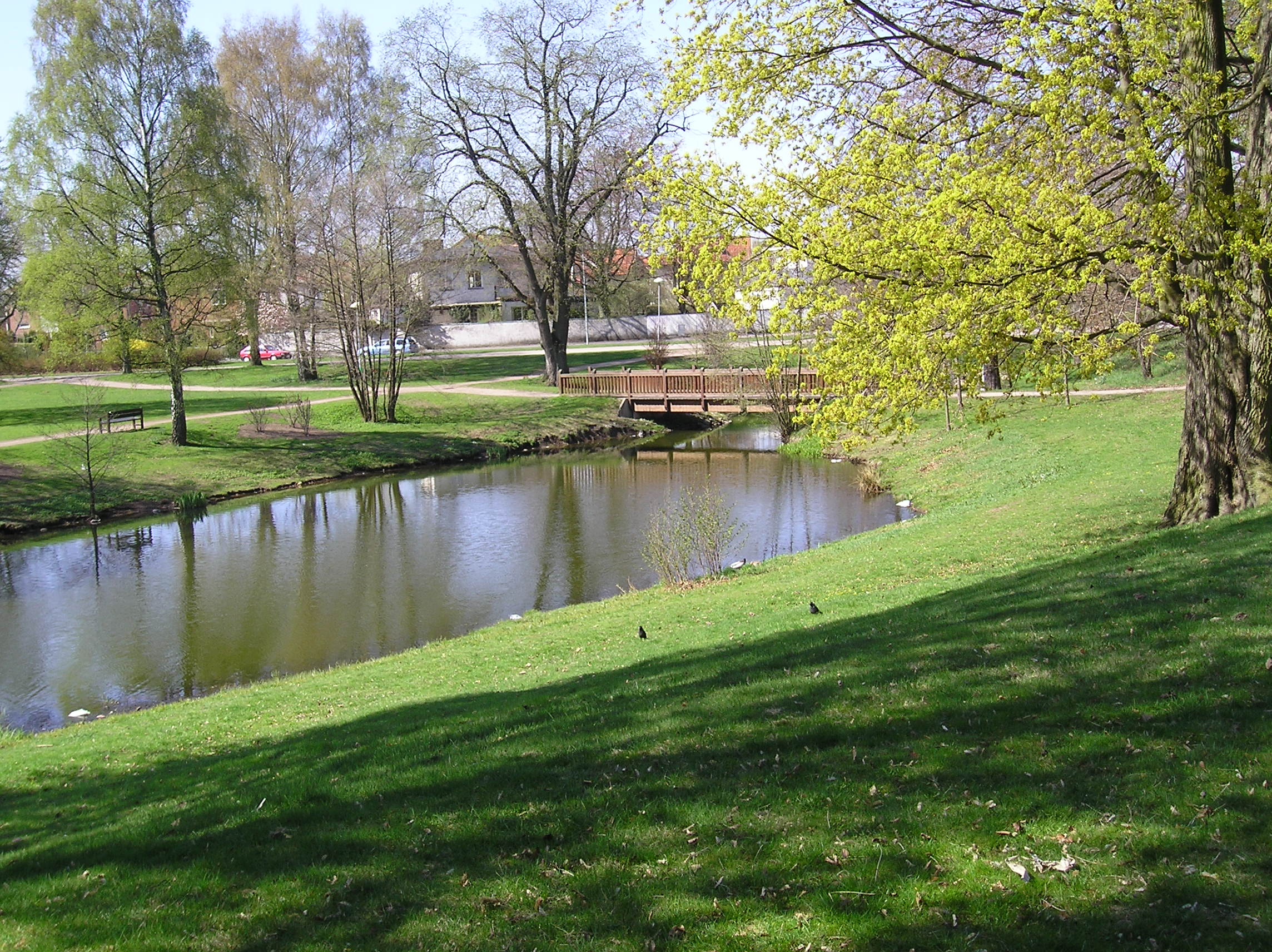
Slottsparken i Centrum, HalmstadCentrum.

- Filtparken
- Gunillaparken
- Halmstad Arena Skatepark
- Kapsylparken
- Norre katts park
- Picassoparken
- Slottsparken
- Solrosparken
- Linehedsparken

## Kommunikationer

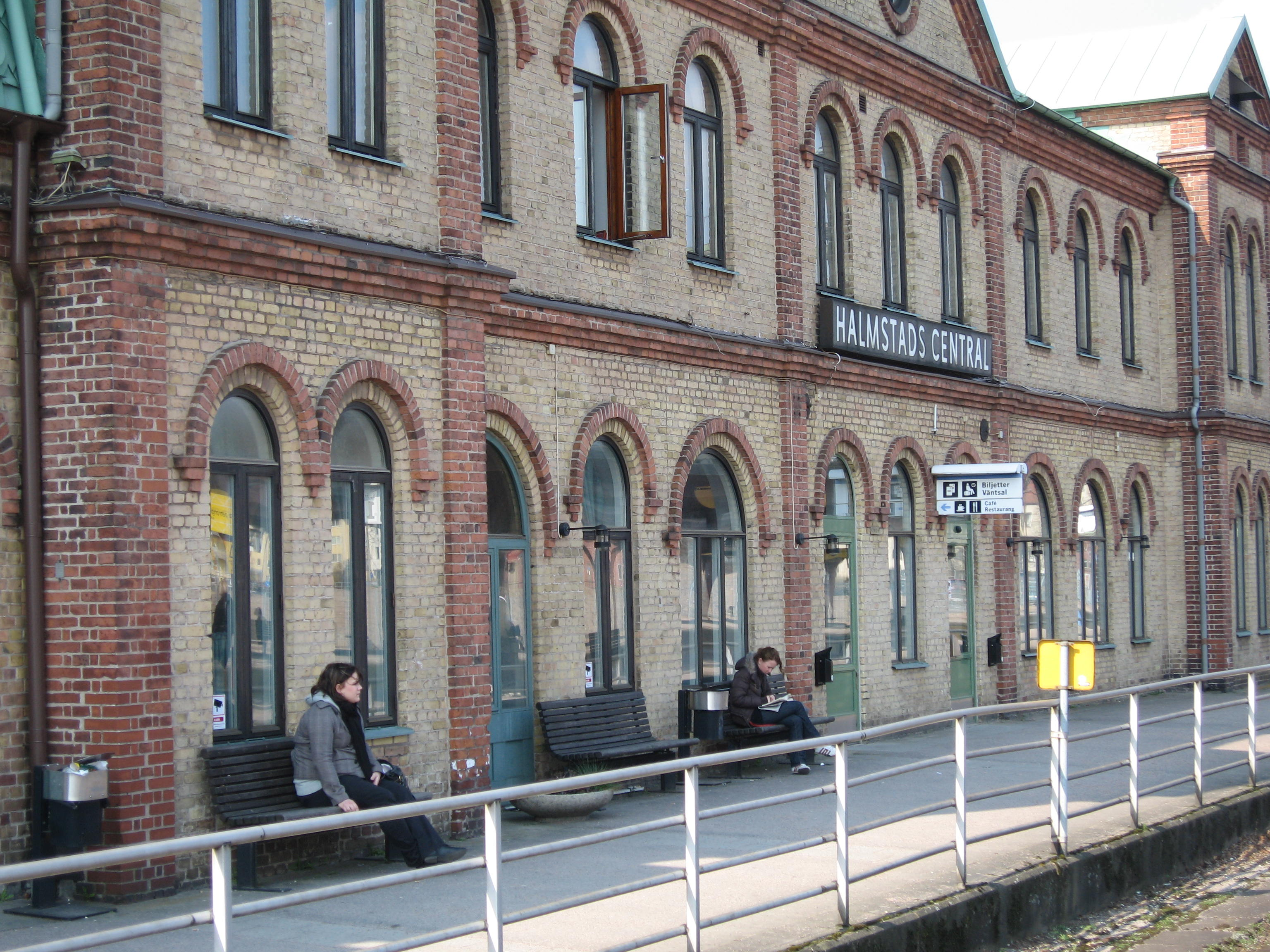
Halmstads centralstation.

Halmstads hamn.

### Vägar
Stadens östra delar genomkorsas av motorvägen E6/E20 mellan Köpenhamn, Malmö och Göteborg. Riksväg 25 mot inlandet och östkusten över Växjö och Kalmar har sin start/slutpunkt i staden. Andra riksvägar som börjar/slutar i Halmstad är Riksväg 26 i nordöstra Halmstad mot Jönköping och riksväg 15 mot Karlshamn i sydöstra delen av staden.

### Flygplats
Halmstads flygplats är belägen vid Karlsrovägen (gamla kustvägen) i Halmstads nordvästra ytterområde. Trafikeras reguljärt av BRA  med Bromma flygplats som destination. På flygplatsen finns också en aktiv flygklubb med segelflyg, fallskärm och småflygsverksamhet. Även charterflygningar till Turkiet, Spanien och Kanarieöarna sker under året med flygbolag så som JetTime, Evelop och Freebird Airlines.

### Järnväg
Västkustbanan går genom staden i sitt nuvarande läge efter en omläggning 1985. Den gamla Västkustbanan har väster om Nissan (tidigare gick järnvägen nästan runt om hela staden) blivit trafikleden Järnvägsleden. Staden är även ändpunkt för den enkelspåriga icke-elektrifierade Halmstad-Nässjö järnväg. På bägge järnvägarna går person- och godstrafik.

### Färjetrafik och hamn
Halmstads hamn används främst för godsutskeppning av timmervaror från inlandet.
Bil- och passagerarfärjan Stena Nautica trafikerar linjen Halmstad-Grenå sedan februari 2020.

### Bussar
Det finns 14 busslinjer i Halmstads tätort, medan 24 busslinjer binder samman Halmstad och närliggande orter.

## Näringsliv

### Företag i urval
- AJ Produkter
- Albany Nordiskafilt
- Charkdelikatesser
- Getinge AB
- Halmstad Fastighets AB
- HMS Industrial Networks

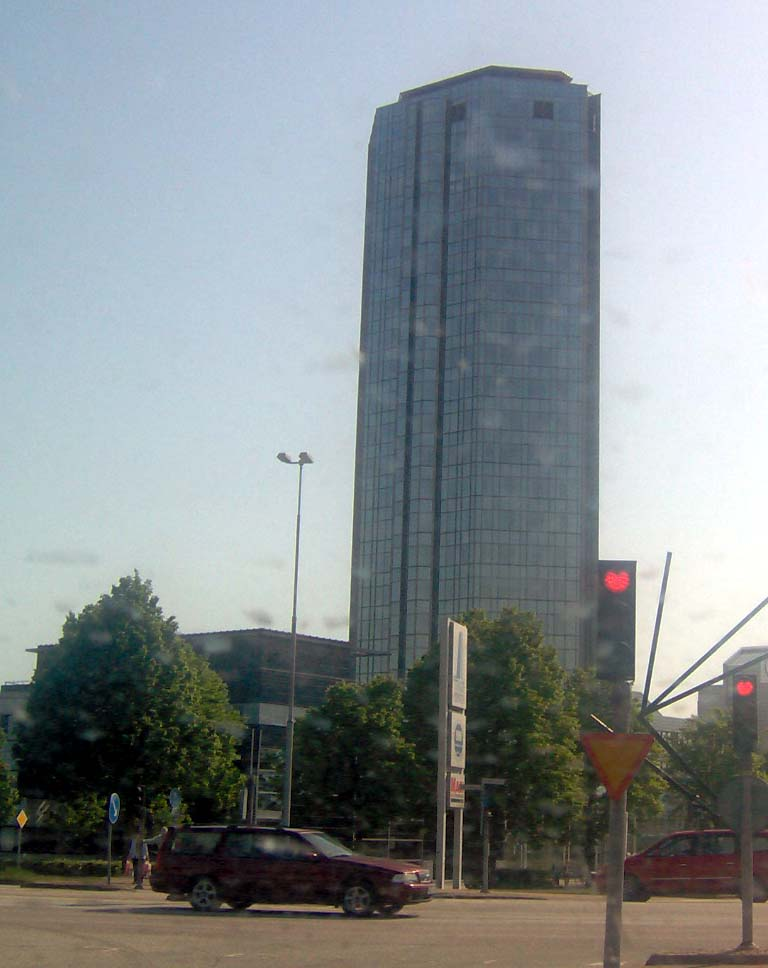
Halmstad Trade Center.

- Höganäs AB (tidigare Halmstads Järnverks AB)
- Krönleins Bryggeri AB
- Tylö AB

### Banker
Under 1800- och 1900-talen hade Halmstad följande banker: 
- 1. Halmstads sparbank grundades 1835. Ett sparbankshus uppfördes vid Stora torg på 1910-talet. Den uppgick 1986 i Sparbanken Kronan.
- 2. Hallands Enskilda Bank bildades 1857. Enskilda banken uppförde Halmstads första bankpalats på 1880-talet. Banken uppgick 1905 i Göteborgs bank som byggde ett nytt bankpalats vid Stora torg på 1920-talet. Göteborgsbanken blev sedermera Götabanken som uppgick i Nordbanken; den lokala verksamheten flyttade till Nordbankens kontor 1995.
- 3. Halmstads folkbank bildades 1879 och hade sedermera adress Brogatan 10. Svenska lantmännens bank öppnade 1917 och tog senare samma år över folkbanken. År 1920 flyttade dess verksamhet till folkbankens kontor. Lantmännens bank blev senare Jordbrukarbanken som sedermera blev Nordbanken som övertog Götabankens verksamhet 1995.
- 4. Halmstads bankaktiebolag bildades 1895. Det övertogs 1910 av Göteborgs handelsbank. När Göteborgs handelsbank avvecklades 1949 övertogs Halmstadskontoret av Göteborgs bank.
- 5. Skånes enskilda bank öppnade ett kontor i Halmstad den 1896 och var därefter under några år enda utsocknes bank i Halmstad. Den uppgick 1910 i Skandinaviska kreditaktiebolaget.
- 6. Sveriges Riksbank öppnade ett avdelningskontor 1901 i riksbankshuset.[25] Kontoret lades ner 1988.
- 7. Smålands enskilda bank öppnade ett kontor i Halmstad 1917.[26] Smålandsbanken uppgick 1972 i Götabanken.
- 8. Halmstadsortens jordbrukskassa, senare Föreningsbanken Halmstad, var en av landets större jordbrukskassor. Den invigde 1978 ett eget bankhus på Storgatan 15.[27] Den 15 maj 1998 uppgick verksamheten i före detta sparbanken.[28]
- 9. Svenska Handelsbanken öppnade ett kontor i Halmstad 1962,[29] vilket 1964 flyttade till mer permanenta lokaler i det nya Tempovaruhuset på Brogatan 11. År 1983 etablerade sig Skånska banken på Storgatan 22.[30] Efter att Handelsbanken köpt Skånska banken slogs kontoren ihop och flyttade 1992 till Göteborgsbankens tidigare bankpalats vid Stora torg.
- 10. Hallands provinsbank bildades 1994 av Östgöta Enskilda Bank med personal från Götabanken som då var under avveckling.[31]

Dessa banker utgjorde (undantaget Riksbanken) efter sammanslagningar de banker som senare funnits i Halmstad: Swedbank (1 och 8), Nordea (2, 3, 4 och 7), SEB (5), Handelsbanken (9) och Danske Bank (10).

## Högskoleutbildning
Högskolan i Halmstad är en svensk statlig högskola, med 611 anställda och 9 608 studenter, varav 5013 helårsstudenter. Lärosätet har 65 utbildningsprogram på grund- och avancerad nivå och i 120 fristående kurser (samtliga siffror från 2016). Högskolans profil är att vara "det innovationsdrivande lärosätet". Merparten av Högskolans forskning och utbildning ryms inom tre områden: innovationsvetenskap, informationsteknologi samt hälsa och livsstil. Dessa områden utgör en bas för lärosätet och det är även inom dessa som Högskolan erbjuder utbildning på forskarnivå.

## Kultur, nöje, turism och föreningsliv

### Halmstad Folkets hus
Den första Folkets husbyggnaden köptes 1901 av Halmstads arbetarorganisation, och efter ombyggnation invigdes den som Folkets hus den 21 december 1902. År 1954 invigdes en ny byggnad, där Halmstads teater idag finns (tidigare Halmstads Folkets hus och Teater)  Halmstads kommun övertog fastigheten på 1980-talet, och äger idag fastigheten genom det kommunägda bolaget Destination Halmstad AB.

### Musik

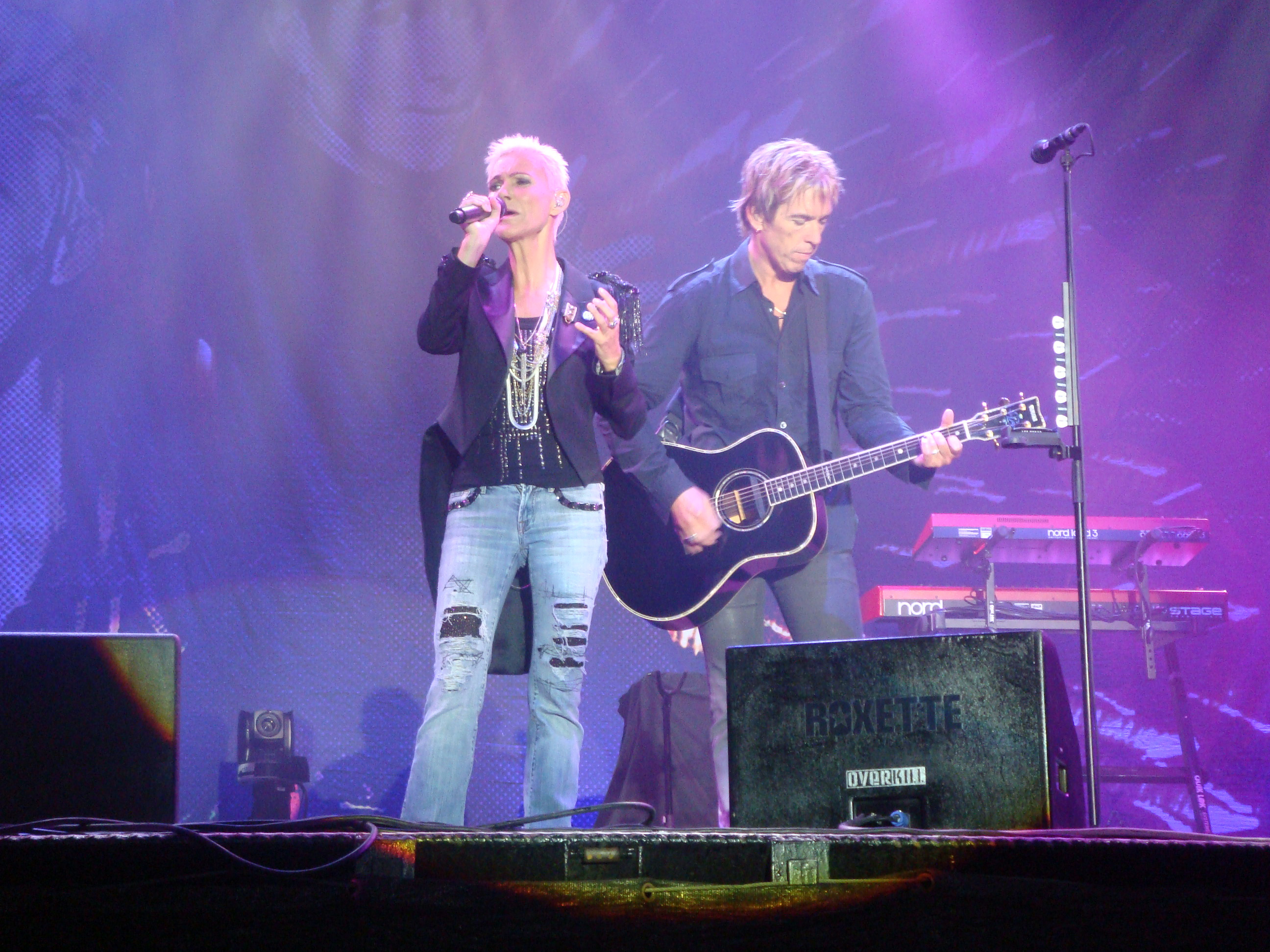
Roxette spelar i Halmstad 2010.

År 1962 skivdebuterade den twistande adelsmannen Charlie Kuylenstierna. Halmstads första egentliga popgrupp var Jean Lundéns, som var verksam under 1960-talet. Staden är känd som hemort för de mer sentida popgrupperna Gyllene Tider och Roxette, båda med Per Gessle som frontfigur. Gyllene Tider-medlemmen Mats "MP" Persson driver i Halmstad studion Tits & Ass och startade 2007 även skivbolaget Halmstad Records, vars första utgivning var samlingsalbumet Halmstad Greatest vol. 1 med ett urval av musik från Halmstad-artister från 1962 och framåt.
Bland andra kända artister och grupper från Halmstad finns Arch Enemy och Spiritual Beggars (båda med gitarristen Michael Amott), Isildurs Bane, Linnea Henriksson, Lars Demian, Chattanooga, Lill-Nickes, Svante Karlsson, Jonas "Basshunter" Altberg och Shining. Också operasångarna Barbro Ericson, Rickard Söderberg och Hedvig Jalhed kommer ursprungligen från Halmstad.
Flera blåsorkestrar finns i staden: Laxblecket, Halmstad Brass, Åderlåtarne, Hemvärnets musikkår och Stadsmusikanterna. Fyrverkerimusiken i Norre Katts park det sista veckoslutet i augusti är en musikalisk höjdpunkt.
Svenska Jazzriksförbundet utsåg Halmstad till Årets jazzkommun 2007.

### Konst
Hallands konstmuseum, tidigare Länsmuseet Halmstad, har en omfattande konstsamling med inriktning på konst med anknytning till Halland. Denna har kunnat byggas upp mycket tack vare pengar från Svea Larsons donationsfond. Här finns bland annat verk av Halmstadgruppen, Sven X:et Erixson, Olle Bærtling, Roj Friberg och Lotta Antonsson. I stadsbiblioteket finns Halmstads konsthall, tidigare kallad Stadsgalleriet, med inriktning på nationell samtidskonst.
Halmstadgruppen bildades 1929 i Halmstad av konstnärerna Erik Olson, Axel Olson, Sven Jonson, Waldemar Lorentzon, Esaias Thorén och Stellan Mörner. De är inte minst kända som förgrundsgestalter inom surrealismen i Sverige. Gruppen bestod fram till 1979 då Mörner gick bort. En samling av gruppens konst finns på Mjellby konstmuseum.
I samma byggnad som Stadsbiblioteket ligger även Halmstads Konsthall som visar både lokal och nationell konst.
Konstnären Olle Bærtling är född i Halmstad, något som tagits fasta på genom skapandet av Kvarteret Bærtling (som innefattar Högskolan), där flera verk av hans finns representerade.
Walter Bengtsson hade sin ateljé i Bastakärsbrottet i Grötvik i Halmstad. Numera finns där en utställning med verk av Bengtsson, men också andra konstnärer. I Halmstad finns flera offentliga konstverk av Bengtsson, bland annat Laxen går upp (1958) vid Slottsbron.
Bland annan offentlig konst i Halmstad finns Carl Milles Europa och Tjuren på Stora Torg, Pablo Picassos Kvinnohuvud i Picassoparken, Fredrik Wretmans 0 + 0 = 8 i Slottsparken och Lena Cronqvists Flicka i balja i Norre Katts park.

### Teater
I Halmstad finns Halmstads Teater, men denna har inte någon fast ensemble. Bland amatörteaterverksamhet finns Halmstads Kvartersteater, Hallarnas skådespelarlag, revygruppen Göörglad och HASP - högskolans spexförening.
Under sommaren anordnas årligen Internationella gatuteaterfestivalen.

### Litteratur

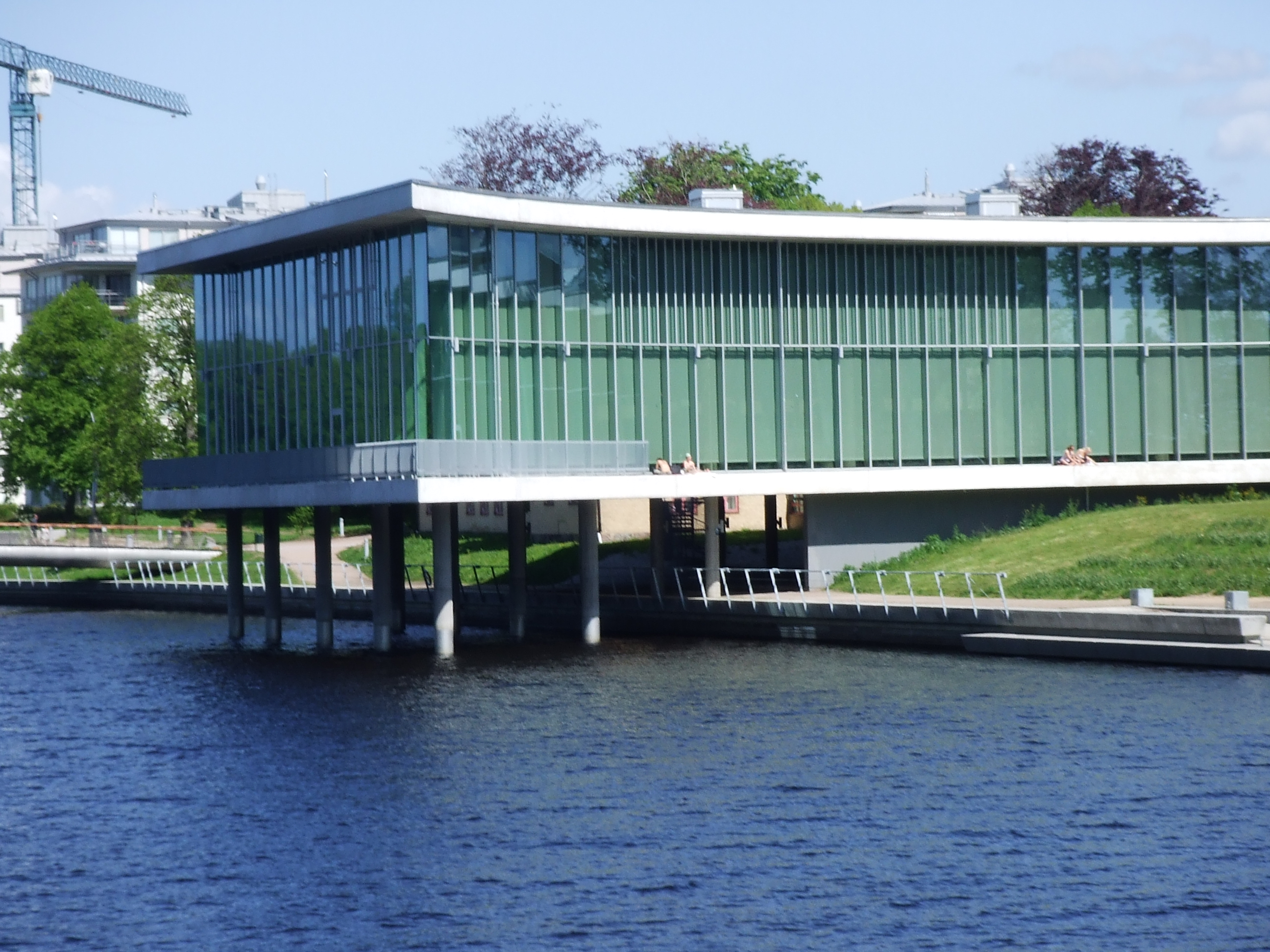
Halmstads stadsbibliotek.

### Övrigt
I Söndrum, vid Knebildstorps gamla stenbrott, låg tidigare parken Miniland, senare Halmstad Äventyrsland. Affärsidén från början var att bygga och visa upp svenska kulturbyggnader såsom slott, kyrkor, herresäten och liknande. Detta finansierades med besöksintäkter och med reklammodeller av olika företagsfastigheter.
I Halmstad finns flera scoutkårer, såväl Halmstad Östra samt Söndrums kår.

## Kyrkor – Trossamfund

### Svenska kyrkan
- Halmstads församling omfattar S:t Nikolai kyrka, Kärlekens kyrka, Holms kyrka,  Martin Luthers kyrka, Andersbergskyrkan, Olaus Petri kyrka, Sperlingsholms kyrka och Sjukhuskyrkan. Äldsta kyrkan låg vid Övraby kyrkoruin.

- Snöstorps församling med Snöstorps kyrka, Mariakyrkan på Fyllinge och Vallås kyrka

- Söndrum-Vapnö församling med kyrkor i Söndrum och Vapnö

### Övriga kyrkor
- Trefaldighetskyrkan, ingår i Katolska Kyrkan i Sverige
- Pingstkyrkan, en del av Pingströrelsen i Sverige
- Immanuelskyrkan, tillhör Equmeniakyrkan
- Kornhillskyrkan på Vallås, tillhör Evangeliska Fosterlandsstiftelsen
- Frälsningsarmén Halmstad, tillhör Frälsningsarmén
- Jesu Kristi Kyrka av sista dagars heligas Halmstad Församling finns på Munkalyckavägen i Halmstad.

## Sport
Halmstad har flera framgångsrika idrottsföreningar.
Inom fotboll är Halmstads BK den mest kända föreningen och har vunnit fyra SM-guld. IS Halmia var 1932 den första Halmstad-klubben att spela i Allsvenskan, senast man spelade i högsta serien var 1979. Ytterligare ett lag från Halmstad har erfarenheter från allsvenskt spel, BK Astrio i Damallsvenskan. På Örjans vall, hemmaplan för både HBK och Halmia, har bland annat matcher under VM 1958 och U21-EM 2009 spelats.
Inom handboll hör HK Drott till Sveriges mest framgångsrika klubbar med bland annat elva SM-guld. Även bordtennisklubben Halmstad BTK har varit framgångsrik, ibland med Halmstadsonen Jörgen Persson i laget. Båda dessa lag spelar i Halmstad Arena som färdigställdes 2009.
Halmstads Hockeyklubb kvalade på 1970-talet till Elitserien. I mitten av 1990-talet bytte klubben efter några år i lägre serier namn till Halmstad Hammers och klättrade upp till Allsvenskan. 2005 gick Hammers i konkurs och ersattes av två föreningar, Halmstad HF och Sannarps HC.
I Halmstad har SM i simning anordnats 1968 (kortbana) samt 1956, 1999 och 2007 (långbana). Utomhustävlingar hålls på Simstadion och den lokala simklubben heter SK Laxen.
Bland övriga idrottsföreningar från Halmstad finns Halmstad RG (gymnastik), Halmstad Eagles (amerikansk fotboll), SDK Laxbuggarna (dans), Fyllinge IBK, Halmstad IBK (innebandy), Halmstad Skateboardklubb (skateboardåkning), Halmstad ok (Orientering) och Halmstads Fäktsällskap (fäktning). Äldst av alla är roddföreningen Halmstads GRF som bildades 1889.
Halmstad har flera golfklubbar, varav den mest kända är Halmstad GK i Tylösand. År 2007, i samband med Halmstads 700-årsjubileum, spelades Solheim Cup här.
På Halmstad travbana anordnas årligen i juli tävlingen Sprintermästaren.

## Klimat
|                                            | Jan  | Feb  | Mar  | Apr  | Maj  | Jun  | Jul  | Aug  | Sep  | Okt  | Nov  | Dec  |
| ------------------------------------------ | ---- | ---- | ---- | ---- | ---- | ---- | ---- | ---- | ---- | ---- | ---- | ---- |
| Normaldygnets maximitemperaturs medelvärde | 2    | 3    | 6    | 12   | 17   | 18   | 22   | 21   | 17   | 12   | 7    | 4    |
| Normaldygnets minimitemperaturs medelvärde | −2   | −2   | −1   | 3    | 7    | 11   | 13   | 13   | 10   | 6    | 2    | −1   |
|                                            |      |      |      |      |      |      |      |      |      |      |      |      |
| Nederbörd                                  | 46,2 | 41,9 | 25,5 | 36,6 | 52,7 | 69,2 | 66,0 | 76,7 | 50,7 | 61,9 | 48,9 | 59,7 |

| Diagram | temperaturer i °C • månadsnederbörd i mm • Källa: MSN Väder - Halmstad | temperaturer i °C • månadsnederbörd i mm • Källa: MSN Väder - Halmstad | temperaturer i °C • månadsnederbörd i mm • Källa: MSN Väder - Halmstad | temperaturer i °C • månadsnederbörd i mm • Källa: MSN Väder - Halmstad | temperaturer i °C • månadsnederbörd i mm • Källa: MSN Väder - Halmstad | temperaturer i °C • månadsnederbörd i mm • Källa: MSN Väder - Halmstad | temperaturer i °C • månadsnederbörd i mm • Källa: MSN Väder - Halmstad | temperaturer i °C • månadsnederbörd i mm • Källa: MSN Väder - Halmstad | temperaturer i °C • månadsnederbörd i mm • Källa: MSN Väder - Halmstad | temperaturer i °C • månadsnederbörd i mm • Källa: MSN Väder - Halmstad | temperaturer i °C • månadsnederbörd i mm • Källa: MSN Väder - Halmstad | temperaturer i °C • månadsnederbörd i mm • Källa: MSN Väder - Halmstad |
|         | 46 2 -2                                                                | 42 3 -2                                                                | 26 6 -1                                                                | 37 12 3                                                                | 53 17 7                                                                | 69 18 11                                                               | 66 22 13                                                               | 77 21 13                                                               | 51 17 10                                                               | 62 12 6                                                                | 49 7 2                                                                 | 60 4 -1                                                                |

## Bildgalleri

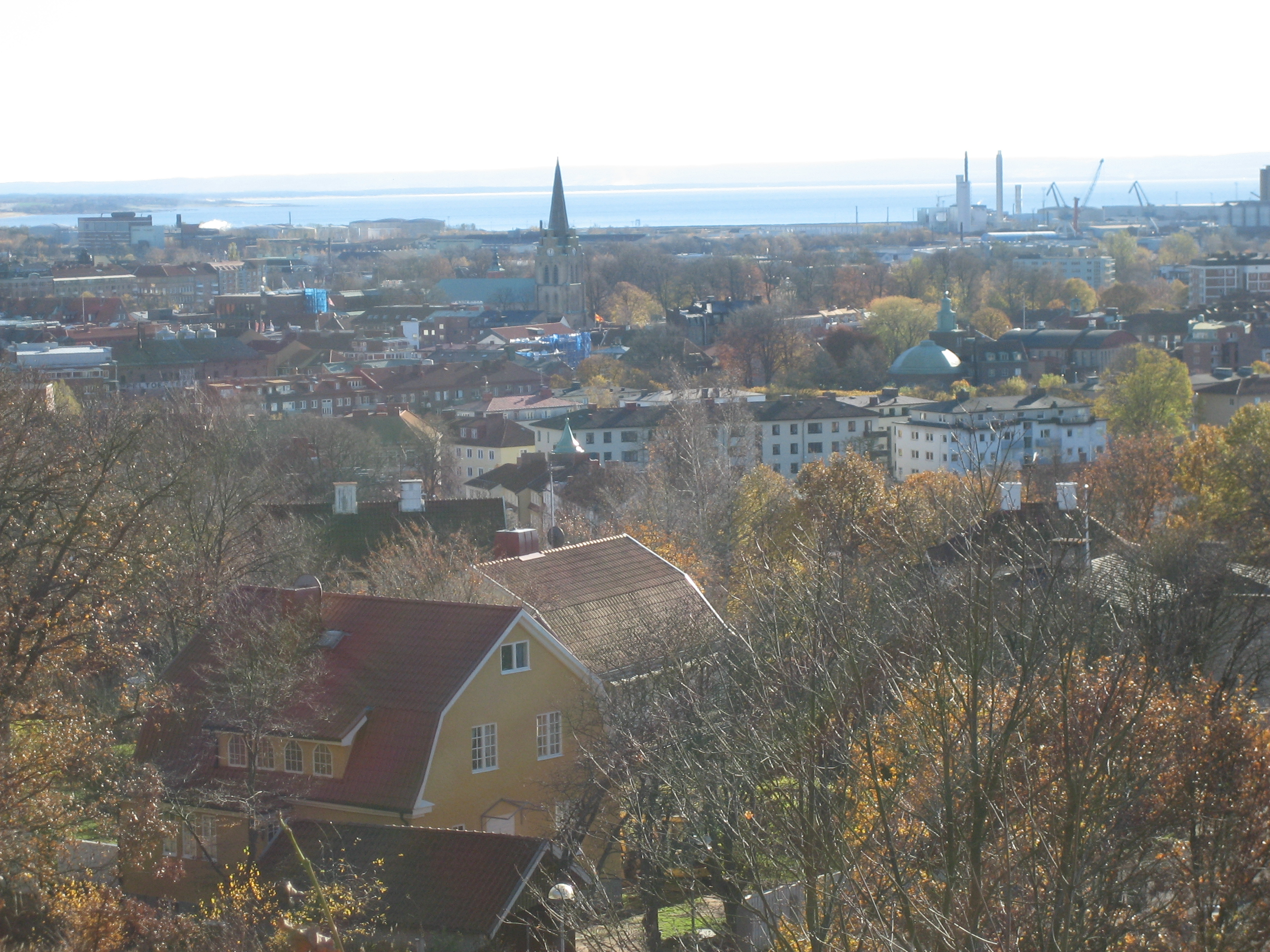
Centrala Halmstad, med Sankt Nikolai kyrka mitt i bilden
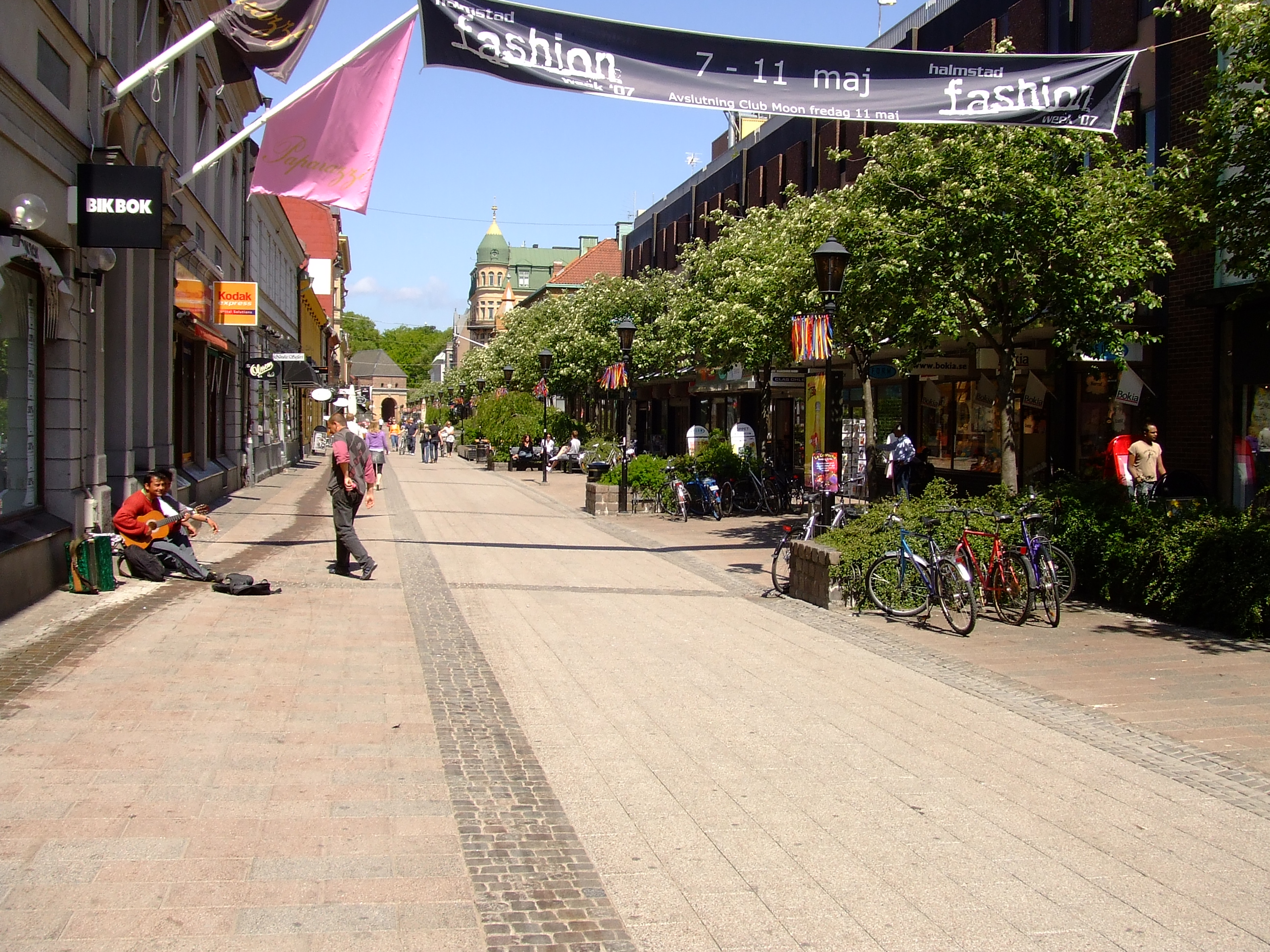
Storgatan
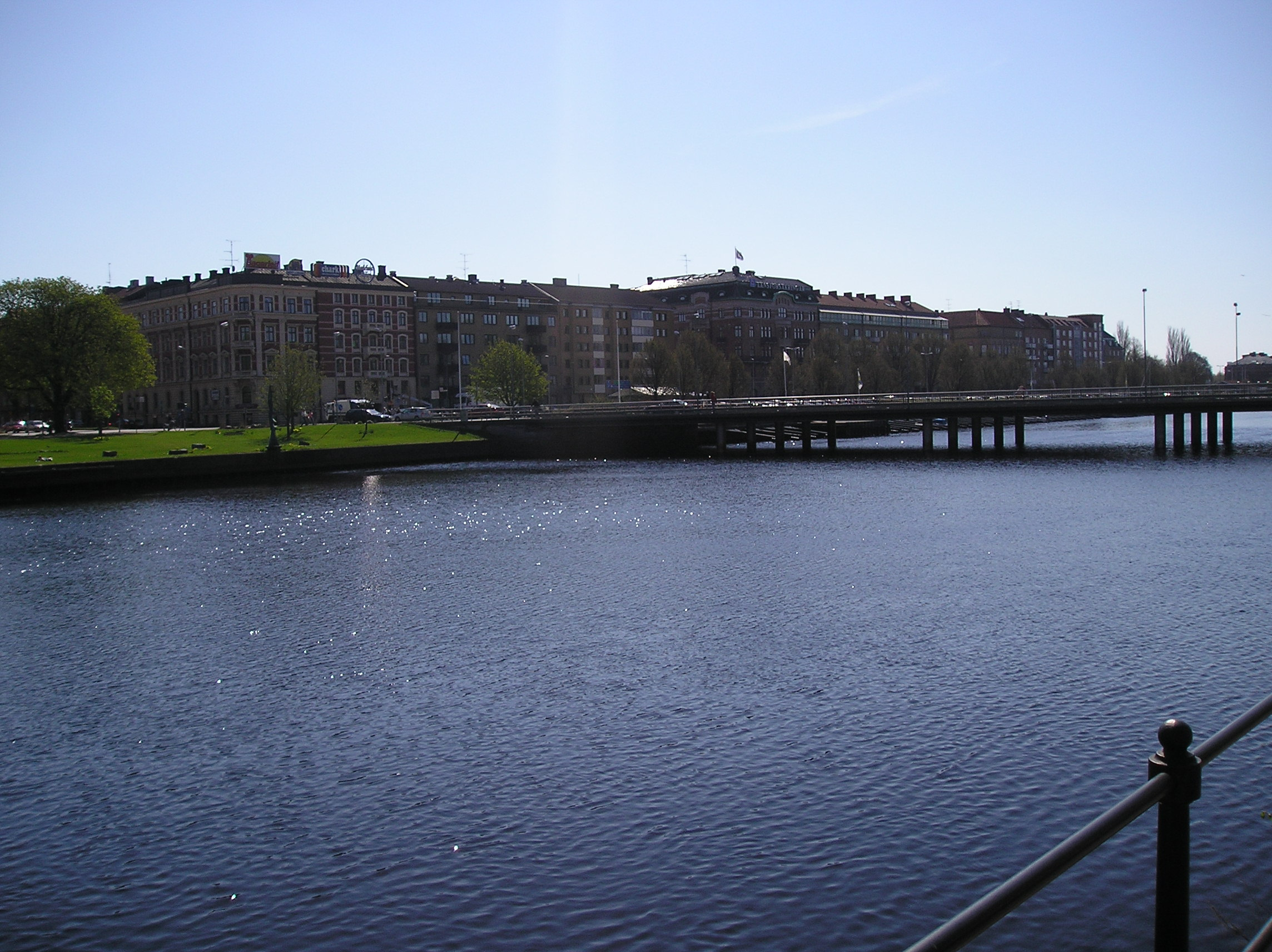
Nissan, Slottsbron och Östra förstaden
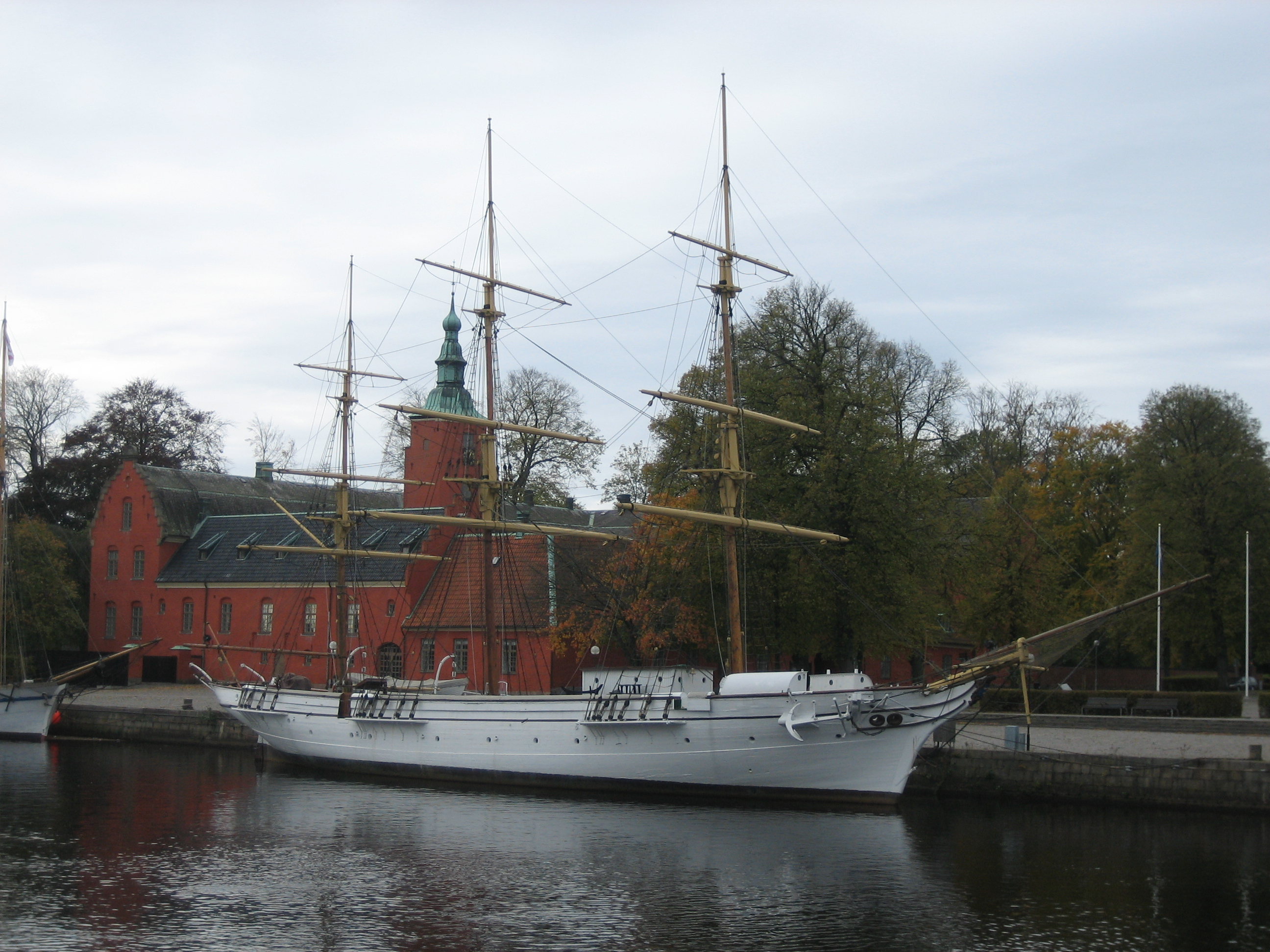
Najaden framför Halmstads slott, 2007
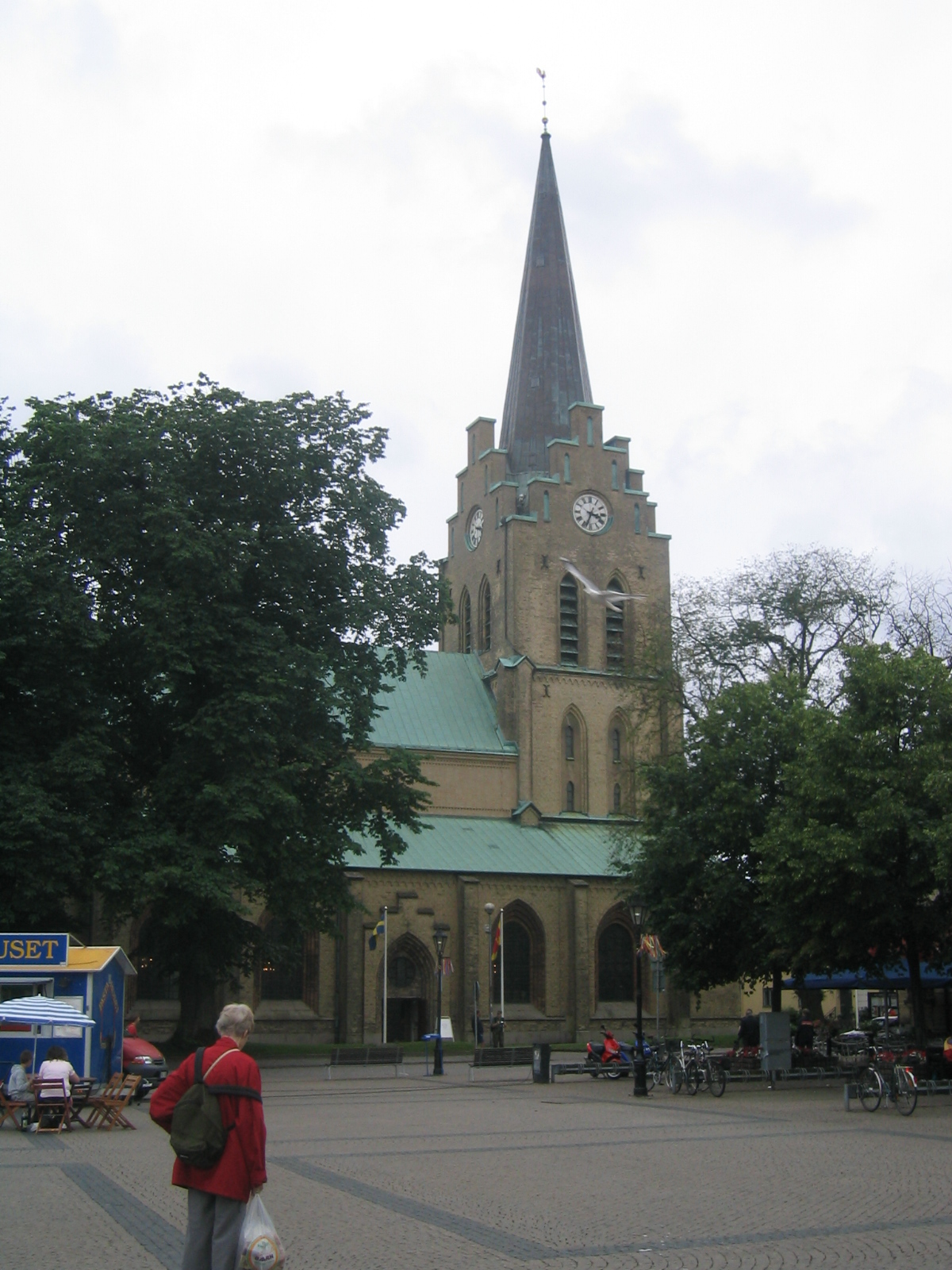
St Nikolai kyrka vid Stora Torg.
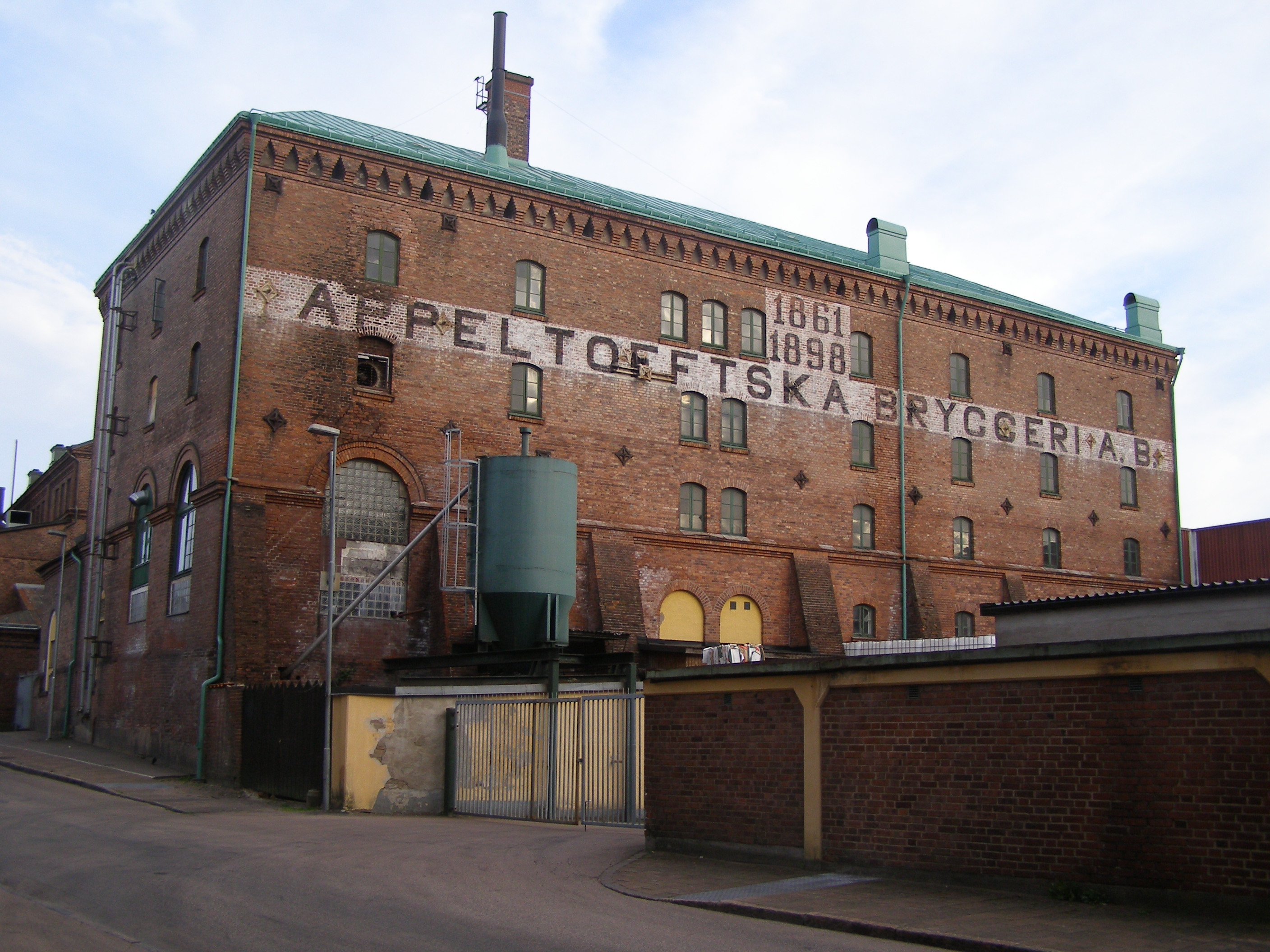
Krönleins Bryggeri
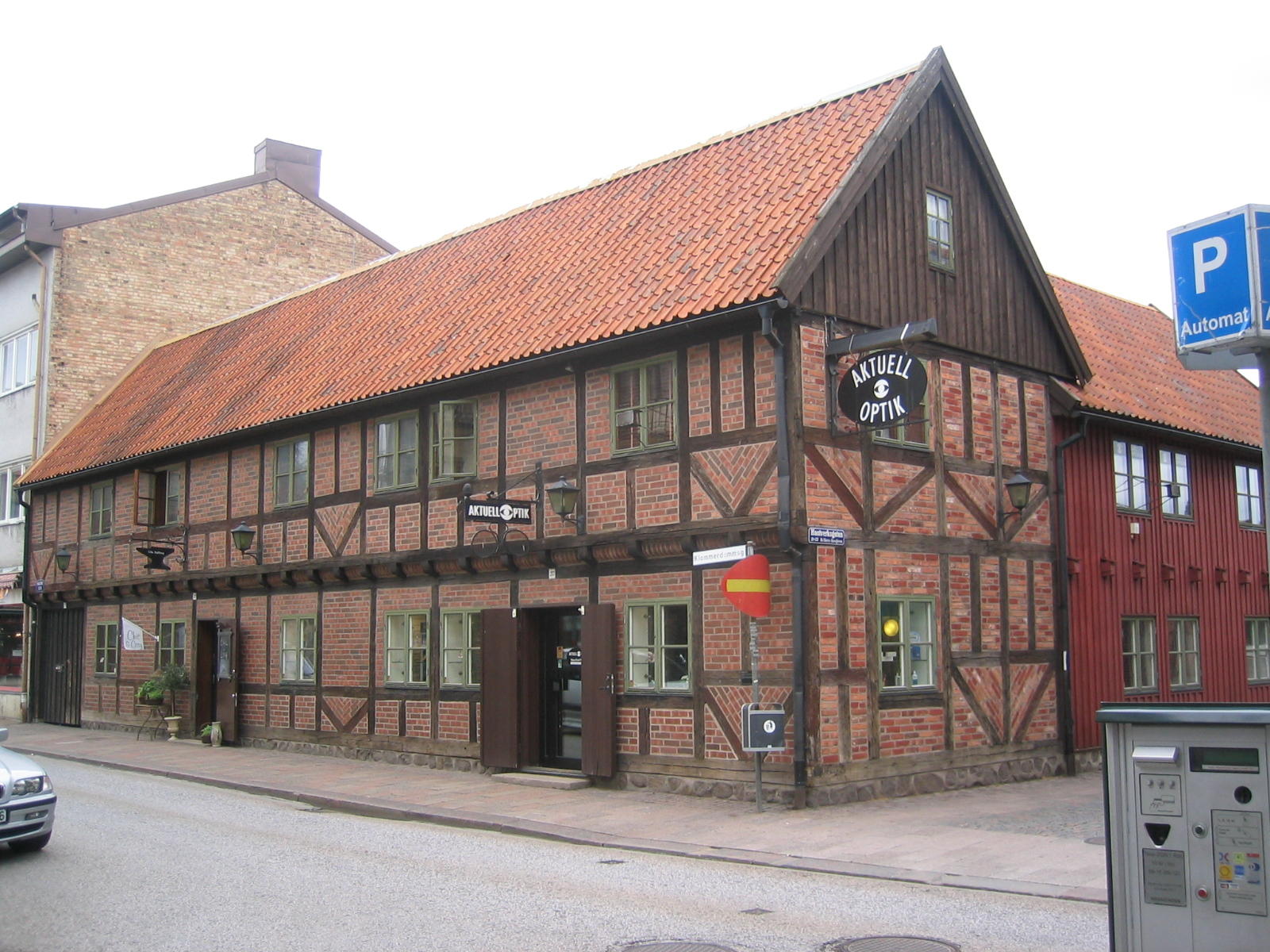
Mellgrenska huset
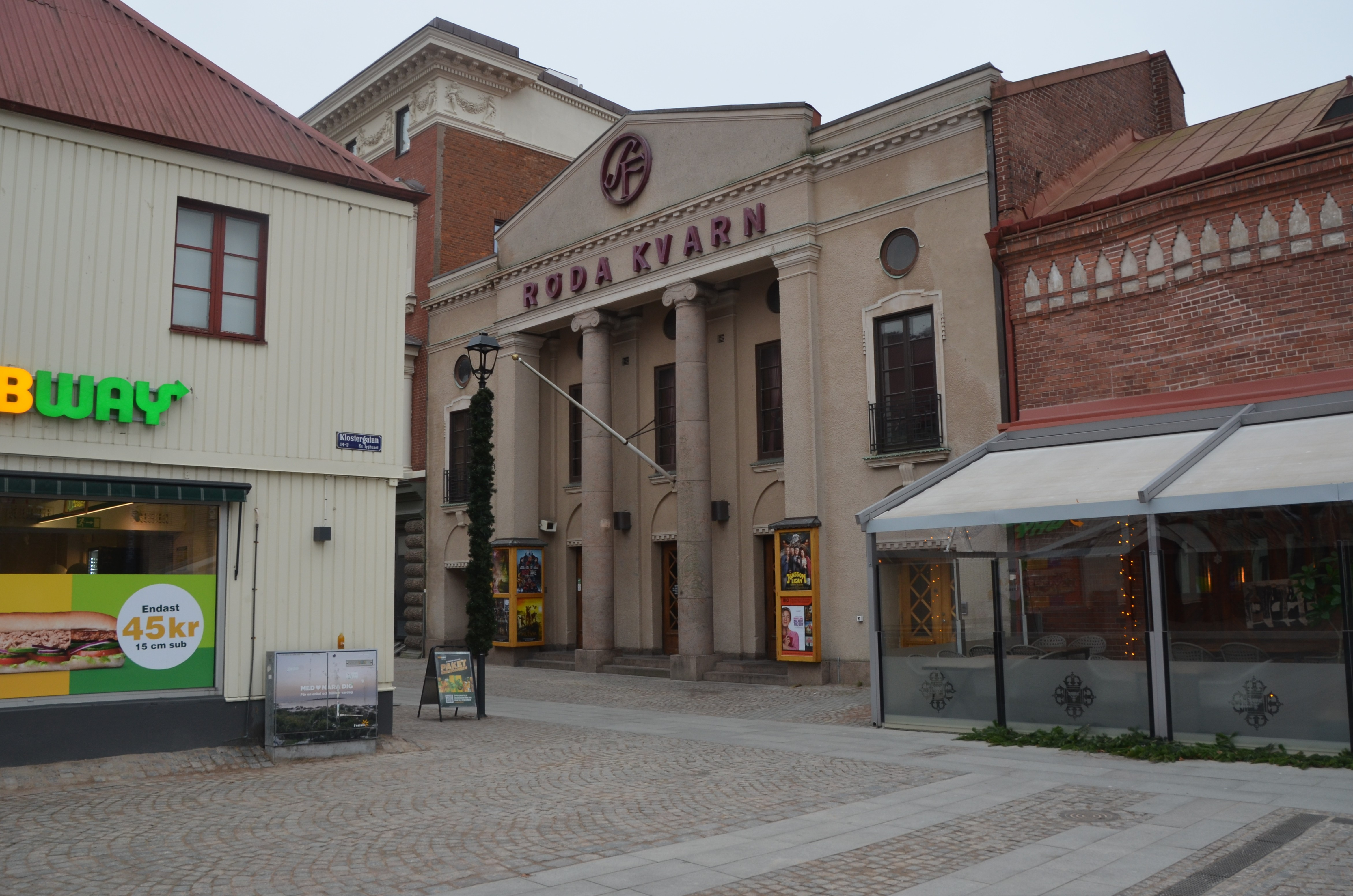
Biografen Röda Kvarn
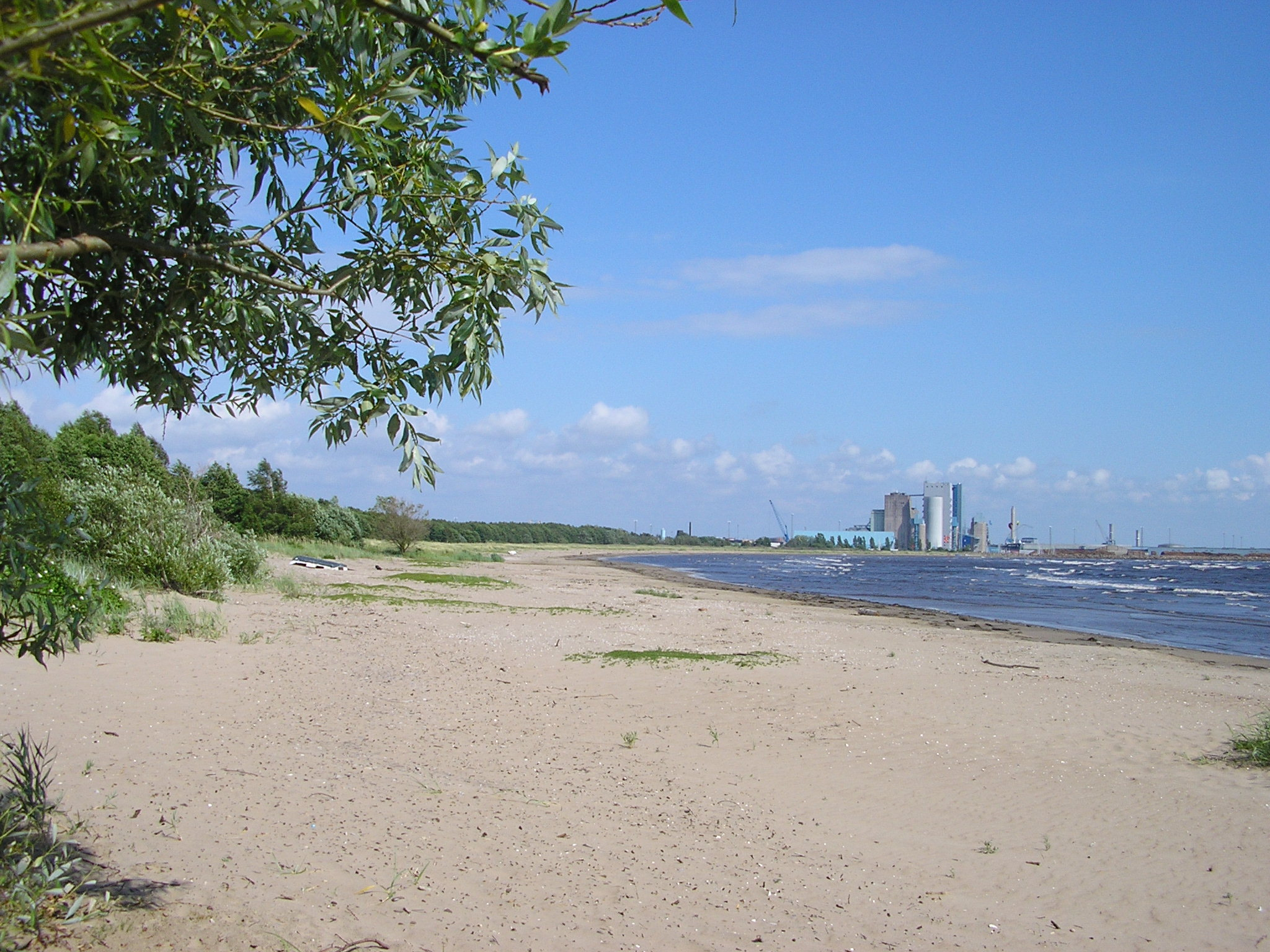
Västra stranden, med hamnen i bakgrunden
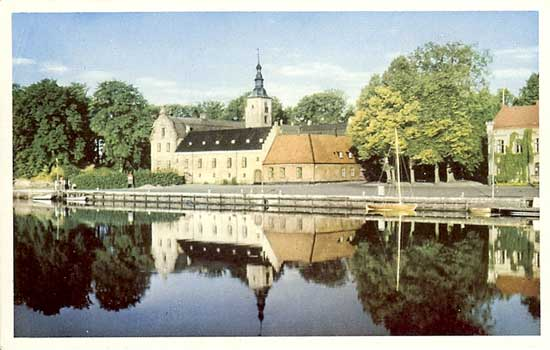
Halmstads slott, 1941
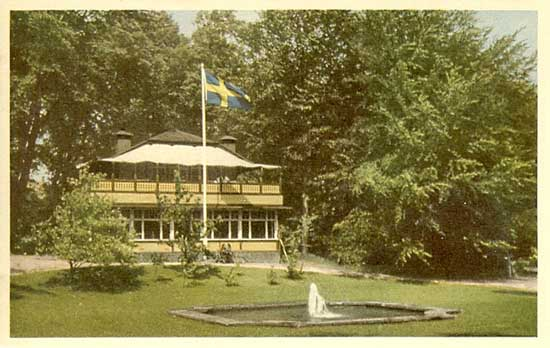
Norre katts park, 1942